# スイス国鉄RAe TEE II形電車
スイス国鉄RAe TEEII形電車(スイスこくてつRAe TEEIIがたでんしゃ)は、スイスのスイス国鉄（SBB）が保有し、TEEおよびユーロシティなどで運行されていた国際列車用交直流電車である。

## 概要

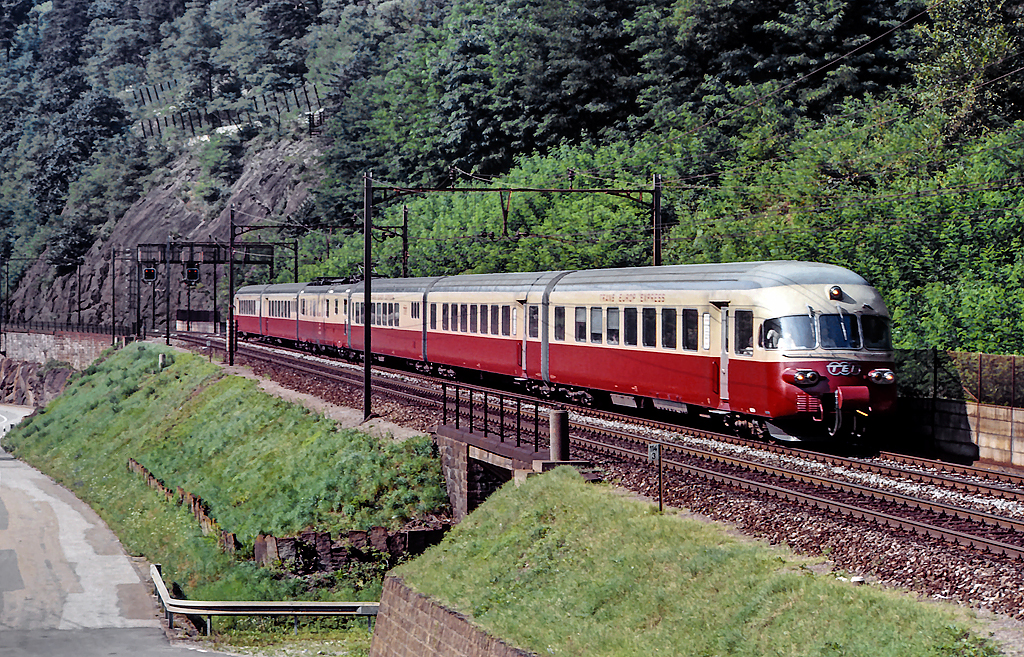
TEE「ゴッタルド」として運行されるRAe TEE^{II} 1051号機、スイス、ラヴォルゴ付近、1988年

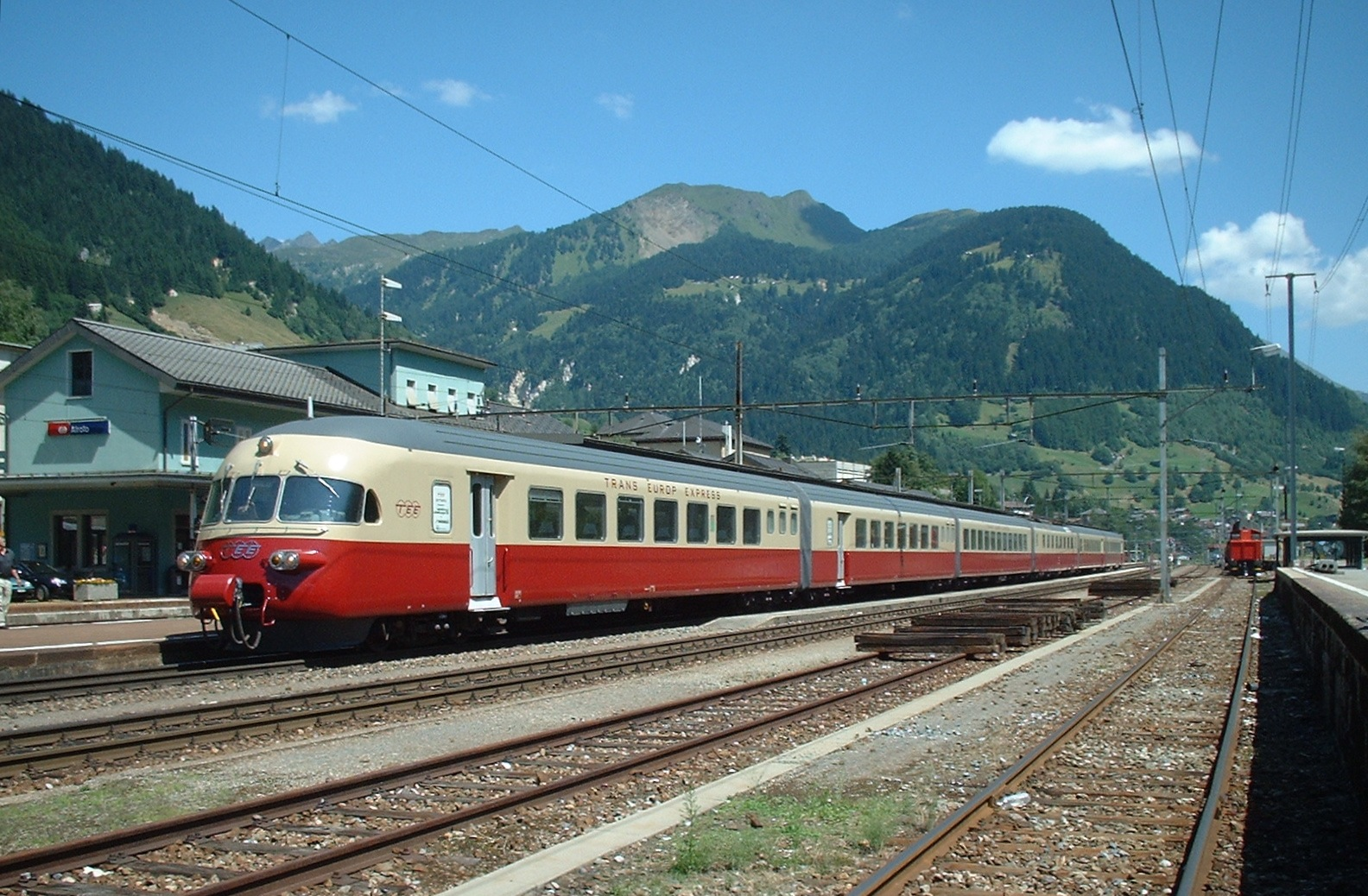
SBB Historicで動態保存されているRAe TEE^{II} 1053号機

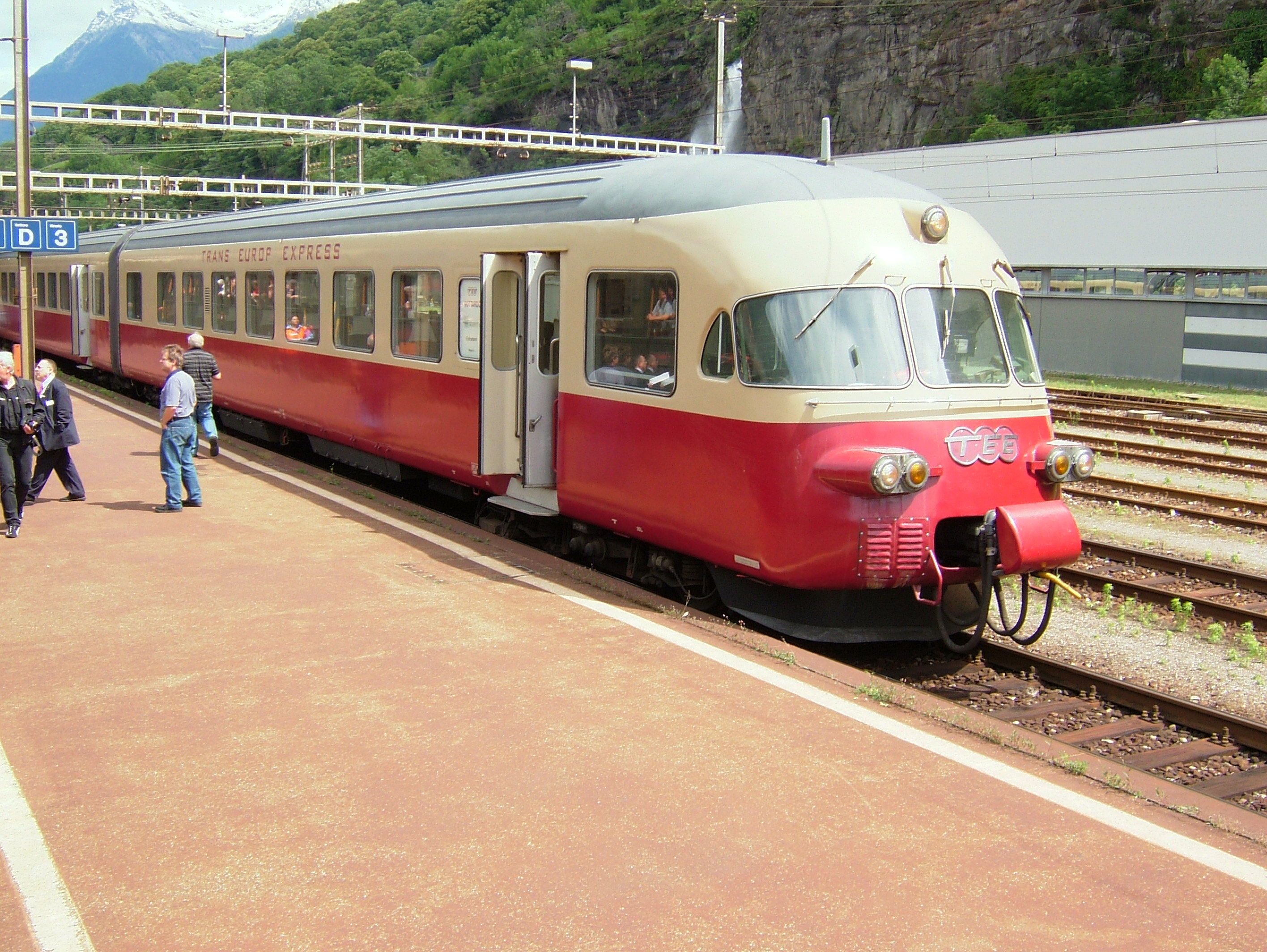
RAe TEE^{II} 1053号機の先頭車

西ヨーロッパにおける全一等車による国際列車であるTEEは、1957年の運行当初、オーストリア、ベルギー、西ドイツ、フランス、イタリア、ルクセンブルク、オランダ、スイスの8カ国の各国鉄が運行に参加し、12往復の列車がいずれも気動車で運行されていた。これは各国それぞれに電化方式が異なるヨーロッパの鉄道において、国境駅での機関車の付替えの省略と出入国管理等の列車内での実施による所要時間の短縮を図るためであり、西ドイツ国鉄がVT11.5形（後のVT601形）、フランス国鉄がX2770形、イタリア国鉄がALn442-448を導入し、スイス国鉄とオランダ国鉄とは共同開発したRAm TEEI形（スイス国鉄形式）、DE-IV形（オランダ国鉄形式）を導入していた。これらは、前2者が液体式、後2者が電気式気動車であり、いずれもTEE列車にふさわしい接客設備を有し、VT11.5形、RAm TEEI形およびDE-IV形は食堂車を連結、X2770形およびALn 442-448形も供食設備を有していた。しかし、ドイツやフランス方面からスイスを経由してイタリア方面への列車を運行する場合、ゴッタルド鉄道トンネルを擁するアルプス山脈越えルートなど急勾配路線を経由することとなり、国内にスルザーというディーゼルエンジンや機械類の世界的メーカーを持ち、1920年代頃から高出力の気動車もしくはディーゼル機関車を開発してきたスイス国鉄であっても気動車列車によるアルプス越えは困難であると判断し、1957年にスイス国内の車両メーカーのSIGと車両用電機品メーカーのMFOが検討していたチューリッヒ - ミラノ間都市間列車用電車などを参考に、多電源に対応した電車によるTEE用列車の開発を1958年から進めることとなった。この電車は、全一等の国際列車にふさわしい装備とするとともに、1952年イタリア国鉄が導入したETR300形セッテベロのような乗客の前面展望も意識した構造を検討したほか、RAm TEEI形で指摘されていた食堂車の座席不足も解消することとしていた。なお、前年にSIGとMFOが検討していたチューリッヒ - ミラノ間都市間列車用電車の案は以下の通りであり、基本的な構成の一部はその後のTEE用電車に引き継がれている。
- 7両固定編成の電車とし、4両目を厨房や乗務員事務室を併設した電動車、5両目をバーカウンター併設のレストランとした座席数58名の食堂車とする。
- 客室は3、6両目を2+1列の座席配置のオープン客室、2両目を10名3室と6名1室のコンパートメント客室とする。
- 両先頭車は運転室床を客室床より下に設置して室内からの展望を確保したものとするほか、客室内は個別のソファーシートを2+1列を基本として一部サロン風に配列したものとする。
- 各旅客車のデッキには大型の手荷物棚を設置する。
- 電動車はAC15kV 16 2/3Hz、AC25kV 50Hz、DC1500V、DC3000Vの4電源対応とし、屋根上の集電装置も4基装備する。

電車列車として開発が進められたTEE用車両は気動車として検討されていた1957年以降、ETR300形のような2階運転室、前面展望室タイプやチューリッヒ - ミラノ都市間列車用電車の客室床下運転室、前面展望確保タイプが検討されていたが、最終的には前面展望をある程度考慮するものの、代わりに高速走行時の空気抵抗低減を考慮し、風洞実験を実施の上で決定された、最終的なものとほぼ同様の流線形の形状で、運転室直後に乗降デッキと手荷物置場を設置、客室はすべて2+1列の座席配置のオープン客室の1等室のレイアウトとしたデザインが1958年5月頃には固まっていた。
一方、技術的な面においてはヨーロッパ各国における電化方式の違いに対応できる制御装置が必要となっていた。新しいTEE用電車の運行が想定されていた各国国鉄の主な電化方式は以下の通り。
- オーストリア国鉄、西ドイツ国鉄、スイス国鉄 - AC15kV 16 2/3Hz[8]
- フランス国鉄 - AC25kV 50Hz、DC1500V（電化時期により異なり、1950年代前半以降、主にパリより南側が交流電化となっている）
- イタリア国鉄、ベルギー国鉄 - DC3000V
- オランダ国鉄 - DC1500V

スイス国鉄を始めとするスイスの鉄道では、高圧タップ切換制御と交流整流子電動機、回生ブレーキ装置の組合せによる電気機関車をこの時代における主な機材として導入を続けていたが、フランス国鉄で1950年代から実用化された商用周波数50Hzを使用するAC25kV電化方式への対応を始めとする新技術の開発が必要となり、1958-61年にかけてAm4/6形電気式ガスタービン機関車をBBC製の主制御装置とシーメンス製のシリコン整流器を使用して改造したAC25kV 50Hz、AC15kV 16 2/3Hz、DC1500Vを3電源式機関車へのAe4/6III形の試験や、入換用電気機関車Ee3/3II形の製造などによって技術を蓄積しており、TEE用電車についても直流区間では抵抗制御、交流区間ではタップ切換制御とシリコン整流器、抵抗制御によることとなったが、本格的な多電源機はこの電車が初めてのものとなった。また、その他のTEE用高速電車としての性能要件は以下の通りであった。
- 1時間定格出力は架線電圧AC15kV時に2376kW、AC25kV、DC1500Vおよび3000V時に2272kW
- 33パーミルの上り勾配区間を50km/hで走行可能（オーストリアのアールベルク峠を想定）
- 26パーミルの上り勾配区間を85km/hで走行可能（スイスのゴッタルド峠を想定）
- 20パーミルの上り勾配区間を120km/hで走行可能
- 最高速度160km/h
- 33パーミルの下り勾配区間を電気ブレーキのみで走行可能

こういった経緯を経て1961年にはRAe TEEII形として1051-1054号機の5両4編成のTEE用電車が落成し、同年7月1日のダイヤ改正よりTEE列車のゴッタルド、ティチーノ、シザルパンとして運行を開始し、1966年には全編成が6両編成となったほか、翌1967年には1055号機1編成が増備されて輸送力を増強している。その後1974年には運行系統の見直しにより充当される列車がゴッタルド、イリス、エーデルヴァイスに変更となり、なかでもゴッタルドは国際列車としてのTEE最後の列車として1988年まで運行されていた。なお、当初気動車列車によるものとし、このRAe TEEII形の導入によって電車による運行が加わったTEEであるが、その後多電源機は普及しなかったほか、電車列車では利用客の増減に対して列車の編成両数を柔軟に変更することが難しかったため、1963年以降伝統的な電気機関車の牽引によるTEEの運行が開始され、スイス国内通過のTEEも本形式によるもの以外はスイス国鉄の電気機関車による牽引となり、RAe TEEII形のその後の増備や後継となるTEE用電車の開発も行われなかったほか、他国においても国際列車としてのTEEに電車列車を導入した例は他になく、本格的なTEE用電車はRAe TEEII形のみであった。
1970年代後半から1980年代にかけて全1等車で構成されるTEEは次第に2等車を組み込んだ他の種別の列車に移行しており、RAe TEEII形も一部客室を2等室に変更して、1987年に創設された新しいヨーロッパ国際列車であるユーロシティ用に改造されてRABe EC形に形式変更された。改造後のRABe EC形はゴッタルド、マンゾーニ、シザルパン、ルテチア、レマノ、ユトリベルグ、キレスベルクといったユーロシティ列車やスイスの首都ベルンとパリ方面からのTGVとの連絡列車などに使用された。
本形式の製造は車体、機械部分、台車をSIGが、電機部分、主電動機をMFOが担当しているが、集電装置と駆動装置のみBBCが担当しており、各機体の機番及び製造所、運行開始年月日、6両化年、RABe EC形への改造年月日は以下のとおり。
- 1051 - SIG/MFO - 1961年4月28日 - 1966年 - 1989年10月18日
- 1052 - SIG/MFO - 1961年5月28日 - 1966年 - 1988年10月7日
- 1053 - SIG/MFO - 1961年6月16日 - 1966年 - 1989年2月17日
- 1054 - SIG/MFO - 1961年6月29日 - 1966年 - 1989年5月26日
- 1055 - SIG/MFO - 1967年11月11日 - / - 1988年9月21日

なお、本形式の機番は編成に対して付番されるものとなっており、個別の車両に機番は付けられていないが、編成番号に"/"と前位側から数えた号車数を付加する形で個別の車両の特定がなされる。なお、個別の機番ではなく号車番号であるため、5両編成時と6両編成時で同一の番号であっても同一の車両とは限らない。1051号機を例に挙げると以下の通りであり、6両編成化によって2両目に1両追加されたため、5両編成時の1051/2号車であった車両は6両編成では1051/3号車となるなど番号が変更となっている。
- 1051号機（5両編成）：1051/5 - 1051/4 - 1051/3 - 1051/2 - 1051/1[13]
- 1051号機（6両編成）：1051/6 - 1051/5 - 1051/4 - 1051/3 - 1051/2 - 1051/1

また、本形式は通常RAe TEEII形およびその後身のRABe EC形と呼称されているが、このほか駆動軸数と総軸数を元にした形式名であるRAe 4/22形（5両編成）、RAe 4/26形（6両編成）もしくはRABe 4/26形や、ユーロシティ用に改造された後は機番をベースとしたRABe 1050形や1980年代後半より使用されている新しいUIC方式の形式名であるRABe 500形などと呼称される場合もある。

## 仕様

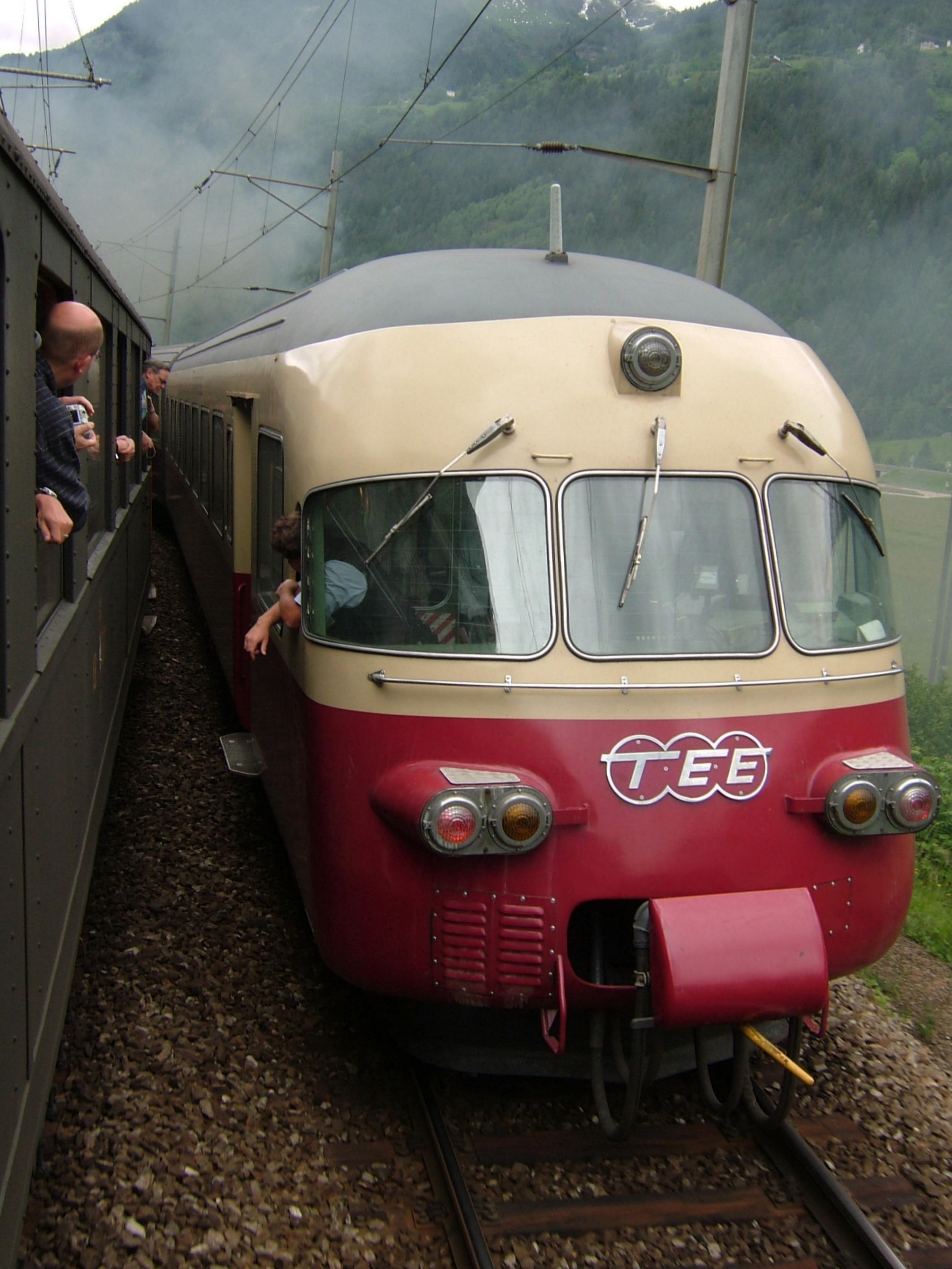
曲面で構成されるRAe TEE^{II}形の先頭部、動態保存される1053号機、2007年

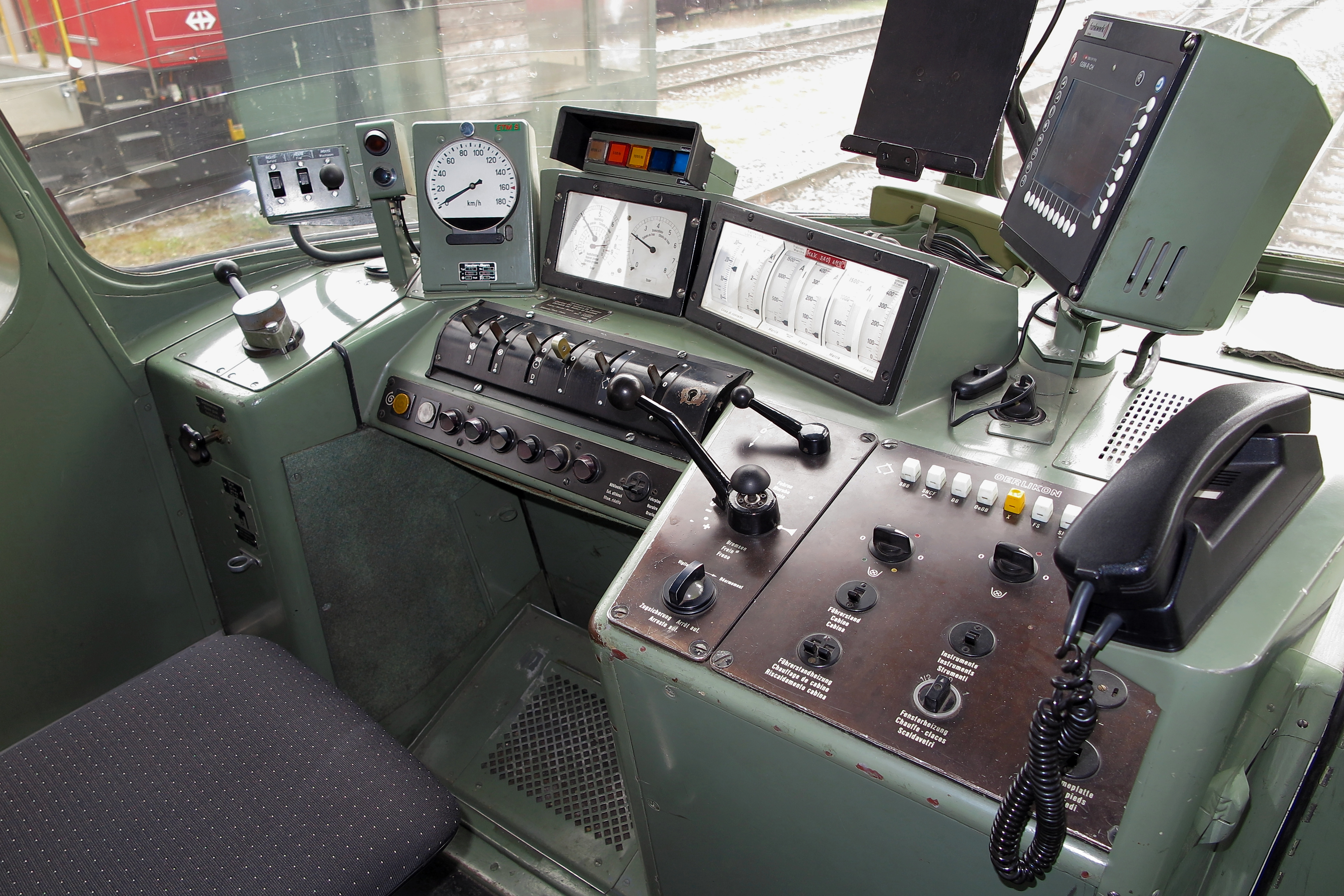
動態保存されているRAe TEE^{II} 1053号機の運転台、2014年

### 車体
- RAe TEEII形は製造当初は5両編成、1966年からは6両編成となっているが、編成の構成は以下の通りとなっている。
  - 5両編成：1等制御客車 - 1等車 - 食堂車 - 動力車 - 1等制御客車
  - 6両編成：1等制御客車 - 1等車 - 食堂車 - 動力車 - 1等車 - 1等制御客車
- 1等制御客車/1等車/食堂車の車体の基本構造及びデザインはスイスでは1930年代後半に開発された軽量客車の設計を採り入れたRAe TEEI形の1等制御客車及び1等車をベースとしたものとなっている。台枠は、側梁と端梁は4mm厚のプレス鋼材を高さ約400mmの箱状に溶接組立し、3mm厚、高さ200mmのコの鋼やI字鋼の横梁と組み合わせ、台車や床下機器等も台枠中にはまり込む形で装荷される構造、車体は主に3mm厚の形鋼と2.5mm厚の側外板、1.5mm厚でリブ付の屋根外板とを溶接組立した軽量構造となっている。客室床板は段差30.5mmのキーストンプレートをベースに防音材と断熱材を3層積層した上に合板とウールのカーペットを敷いて97mm厚に仕上げて床面高さを1150mmとし、内部には電線管を5本を敷設しているほか、台枠側梁、側鋼体、屋根鋼体も内側に吸音材を貼り、内部に断熱材を入れた構造となっている。なお、先頭車の台枠側梁の一部が床下機器点検口を設置するため切り欠かれているほか、先頭下部のスカート以外には側面の床下機器や台車等をカバーするスカートは設置されていない。
- 動力車である105X/3（6両編成、5両編成では105X/2、以下同様）の車体構造も1等制御客車/1等車/食堂車と同様であるが、重量機器を搭載するため、台枠構造が異なり、横梁上に床上機器を搭載するため床板は横梁の上ではなく間に置かれて床面高も1280mmとなっており、床下機器を設置するため側梁の高さが低く、編成中の他車両の台枠下端部の高さと揃えるための床下機器カバーが設置されている。また、屋根も屋根上機器を設置するため、他の車両のような丸屋根ではなく、機器搭載のための平屋根となっているほか、屋根肩部や機械室側面に機器冷却気通風用の通風口が設置されている。
- 乗降扉は2枚外開戸を1等制御客車と1等車の編成端側にのみ設置しており、車体開口幅は770mm、有効幅は720mmとなっている。乗降口には2段のステップが設置されており、レール面上高620mmの1段目は台枠下部の外付ステップで、そこから298mm上がった2段目は乗降扉内側の室内ステップとなっており、232mmの高さで客室床面へ至る。乗降扉左隣には大型の電照式行先表示窓が設置されており、列車名、始発駅、主要停車駅、終着駅、号車番号を表示していた。また、側面窓は高さ950mm、幅1500mmを基本とする大型でアルミ枠の固定窓で、客室窓は2重ガラスの間に電動式のブラインドを設置したものとなっている。窓位置は下辺が床面から900mmの位置であるが、動力車の廊下側は床面が高い分他の車両より窓位置も高いものとなっており、この部分の窓のみブラインドが設置されない。なお、これらの構成はRAm TEEI形と同様のものとなっている。
- 編成両先頭部は風洞実験も実施した丸みを帯びた流線型のものとなっており、正面窓は曲面ガラスの3枚窓＋側面の下降式の小窓の組合せであるほか、正面窓下部左右に小型の丸型前照灯と標識灯のユニットを張出し式に、正面上部中央に小型の丸型前照灯を配置したもので、正面中央にはTEEのシンボルマークの銘板が設置されている。正面窓ガラス押えがクロームメッキの金属枠+ゴムのものであるほか、正面窓下の手すり、灯具類の枠やベース、ウインドワイパーなどをクロームメッキのものとしてアクセントとしている。
- 編成端の連結器は通常のねじ式連結器ではなく、電気連結器、空気連結器を併設した+GF+[14]式自動連結器として分割・併合を容易にしており、通常は連結器カバーを設置しているほか、フックにアダプターを設置したねじ式連結器とも連結が可能である。なお、先頭の連結器下部にはスノープラウを兼ねた大型のスカートが設置されている。なお、編成中間は棒状の半永久連結器となっている。また、編成内の連結幌は車体外周部を覆うゴム製のものと、貫通路を構成するゴム、鋼材、樹脂材等で構成された貫通幌との2重のものであり、貫通路は車端部に設置されるトイレや手荷物置場のスペースを広く確保するため、車体中心線上ではなく片側に寄せて設置されている。
- 1等制御客車、1等車、食堂車は空調装置として車端部の天井上部に冷房装置を、床下に温風暖房装置と換気装置を搭載しており、車体側面窓間に左右1箇所ずつ設置された吸気口から吸入された外気は換気装置と温風暖房装置を経由して室内床上左右壁部のダクトから室内へ供給されるほか、室内床上左右壁部のダクトから側面窓間壁内のダクトを通り、室内からの還気と合流した上で天井裏左右のダクトを経由してクーラーに至り、クーラーの冷気は天井裏中央のダクトを経由して天井左右の穴開板から室内に供給される。
- 車体塗装はTEEの指定塗色での塗装となっており、車体下半部を濃赤色（RAL 3004、色名：Purple red）、上半部をベージュ（RAL 1001、色名：Beige）、屋根をグレー（RAL 7016、色名：Anthracite grey）として、床下および床下機器をダークグレー、屋根上機器、乗降扉を銀色としている。このほか、マーク類は両先頭車の先頭部に鋳造品のTEEロゴのエンブレムを、側面運転室後部にTEEのマークを設置し、5両編成時には105X/1、105X/3、105X/5号車、6両編成時には105X/1、105X/4、105X/6号車の側面窓上に「TRANS EUROP EXPRESS」のロゴが入り、標記類は両先頭車運転室側面にスイス国鉄の「SBB-CFF」および機番の「RAe 105X」が小さく入るなど、標記類は通常より小さな文字で入り、数も少ないものとなっている。

#### 1等制御客車/1等車
- 1等制御客車と1等車は編成中心から点対称に配置されており、105X/6と105X/1、105X/5と105X/2はそれぞれ方向転換されたもので、105X/5と105X/2の床下が一部異なる以外は同一のものとなっており、実際に検査等の都合で1等制御客車を方向転換して他の編成の1等制御客車として使用した事例もある。
- 室内は1等制御客車が前頭部側から長さ1950mmの乗務員室、4680mmの手荷物置場および乗降デッキ、14720mmで定員42名の1等室、3580mmのトイレと洗面所の配置、続く1等車は5360mmの手荷物置場および乗降デッキ、14720mmで定員42名の1等室、3580mmのトイレと洗面所の配置となっている。
- 乗降デッキには長距離旅客用のスーツケース等大型の手荷物用の手荷物置場が設置されており、3段の棚が設置されて荷重は2tであった。また、トイレはスイス国鉄では初めて男女別となり、男性用は長さ1150mmのトイレと洗面所が一体となったもの、女性用は1250mmのトイレと960mmの洗面所にも分けられており、それぞれに幅600mmの小窓が1箇所ずつ計3箇所設置されていたほか、トイレ用水タンクは容量440lであった。
- 座席は2+1列の3人掛け、シートピッチ2100mmの固定式クロスシートで、各車ごと濃赤色、濃緑色、明茶色の縦ストライプ柄と配色を変えた大型ヘッドレスト付のものを各窓毎に1ボックスずつ設置しており、通路幅は615mmとなっている。このほか、室内灯は天井中央部のレール方向に連続した白色カバー内に蛍光灯と白熱灯が設置されており、天井は白、側面及び妻面壁は明るい茶色の木目調の化粧板貼り、床はダークグレーのカーペット貼りとなっている。
- 運転室は左側運転台で、ドイツなどで一般的な円形のハンドル式のマスターコントローラーではなく、Ae8/14 11801、11851号機で試行された運転席左側の空気ブレーキ関係のレバーと右側の電気関係のレバー式のマスターコントローラーにより操作を行う、1960-80年代以降のスイス国鉄車両の標準的な配置となったものとなっている。運転台はデスクタイプで、運転席に右側に縦軸式の逆転ハンドル、マスターコントローラーハンドル等、左側にFV3b自動ブレーキ弁等が設置され、正面がスイッチおよび表示灯盤となっており、その前方に2面の計器盤が設置されて正面のものに空気圧関連、右側に電流関連のメーターが配置され、計器盤の左側に速度計が配置されている。また、運転台右側に各国鉄道用の集電装置選択用押ボタンや灯具、空調装置等のスイッチ盤が設置されている。

#### 食堂車
- 食堂車は座席数を確保するために厨房を隣接する動力車内に設置し、乗降扉も省略して全室をレストラン及びバーとしており、室内は前位側から長さ1900mmの事務室、15200mmのレストラン、6770mmのバーの配置となっている。レストランは2+1列の座席配置の4人掛+2人掛のテーブルが1800mm間隔で8組設置された計48席の配置、バーは室内片側壁面に長さ4580mmのバーカウンターを設置し、反対側に1列の座席配置の2人掛けテーブルを1800mm間隔で3組設置した配置となっている。バーカウンター内にはコーヒーメーカー2基、シンク、冷蔵庫、冷凍庫などが配置されていた。
- 座席はクロームメッキのパイプとビニール貼りのクッションを組み合わせた肘掛付のもので、レストランのものは青をベースに座布団と背もたれの端面および肘掛が白、バーのものは黄色をベースに同じく座布団、背もたれ端面および肘掛を青としたもので、テーブルはレストランのものは白のテーブルクロスを使用、バーのものは青でテーブルクロスなしとなっており、いずれも側壁面テーブルランプが設置されている。バーカウンターはカウンター天板は赤と青の交互の配色で内部のキッチンカウンターは天板がステンレス無塗装で側面が黄色の配色となっていた。
- 室内灯はレストランは天井左右端に蛍光灯を配置した間接照明と、天井中央に配置した白熱電灯の直接照明の組合わせ、バーは白熱電灯のスポットライトとなっていたほか、室内側壁面、妻壁面は赤、レストランの天井は白、バーの天井は青の配色で、床はダークグレーのリノリウム貼りであった。なお、食堂車内のデザインは建築家の監修によるものであり、配色の赤はTEEの標準色の赤、青は濃いペールブルー、黄色は明るめのそれぞれ同一の色を使用して配色を統一している。
- なお、隣接する動力車の厨房で使用するための容量1800lの水タンクを床下に搭載していた。

#### 動力車

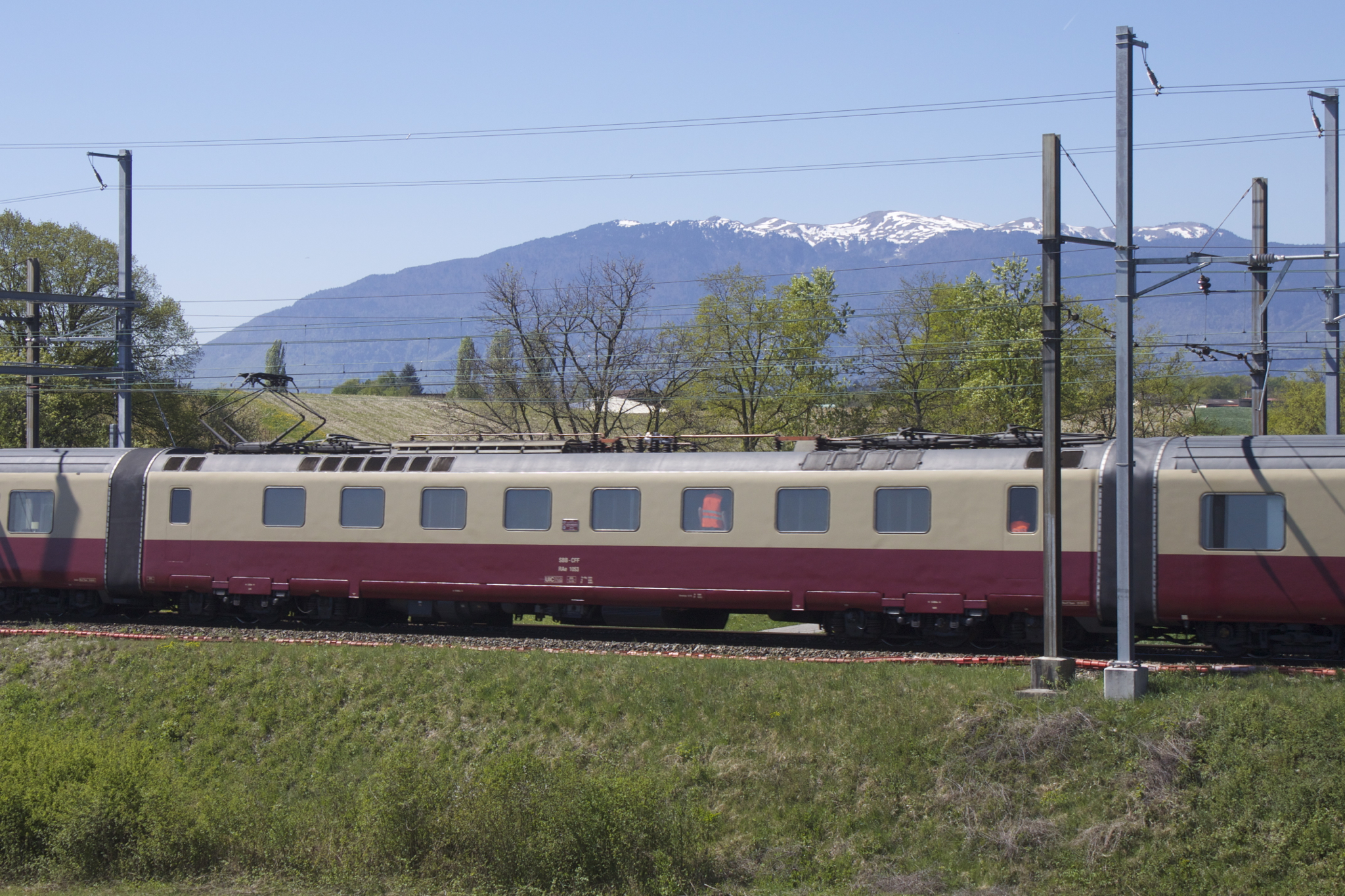
動力車の1053/3号車の通路側、屋根上に集電装置を4基搭載、3軸台車を装荷して車軸配置(A1A)(A1A)となっている、2014年

- RAe TEEII形は電車として分類されるものの、編成中の動力車1両に走行用機器のほぼすべてを搭載しており、室内は前位側を見て右側に幅710mmの通路、左側に幅2000mmの機器室や厨房、業務用スペースを配置しており、前位側から長さ2200mm、荷重2.5tの荷物室、1800mmの税関吏室、3810mmで主制御装置やシリコン整流器を搭載した走行機器室、2040mmの主抵抗器室、4250mmの主変圧器室（端部に乗務員用トイレを配置）、2300mmの乗務員室、3850mmの厨房、3800mmの厨房事務室の配列となっている。
- 厨房内の調理機器は全て電気によるものとなっており、電熱式調理プレート5箇所、大型オーブン2基、フライヤー、グリル、プレートウォーマー、コーヒーメーカー2基、シンク2箇所、大型冷蔵庫2基、冷凍庫が装備されている。
- 通路部分は天井は白、壁面は若草色で床はダークグレーのリノリウム貼りとなっており、側面窓は1重窓となっている。
- 屋根は車体端部のみ他の車両と同じ断面の丸屋根であるがその他は機器搭載を考慮した平屋根となっており、集電装置4基、抵抗器、遮断器などが搭載されている。また、床下には電動発電機、主変圧器用オイルクーラー等を搭載しているほか、台枠下面高が他車より高く、その下に床下機器カバー用のスカートを設置していることもあり、ジャッキアップ用の梁2箇所が台枠よりスカート下端部まで延びている。

### 走行機器
- 本機はMFO製で4極、脈流対応のTyp HFW710直流直巻整流子電動機を動力車である105X/4に4台搭載し、AC15kV 16 2/3Hz区間では1時間定格出力2376kW、牽引力95kN、最大牽引力173kN、AC25kV 50HzとDC1500および3000V区間では1時間定格出力2272kW、牽引力94kN、最大牽引力188kNの性能を発揮する。冷却は床下の台車横部に4基ずつ、計8基設けられたファンによる強制通風式で、冷却風は床下に設置された冷却ファンを通り、動台車の側梁内部から主電動機へ導かれる。
- 主電動機および歯車箱は台車装荷となっており、クイル式の一種であるBBC製のスプリングドライブ式駆動装置で動力が伝達され、歯車比は2.34となっているほか、基礎ブレーキ装置は両抱式の踏面ブレーキとなっている。
- 動台車はRAmI形の動力車に引続き、動軸-従軸-動軸の構成の3軸台車が採用されているが、本形式の台車はオランダ製でイコライザ付、重ね板ばねの枕ばねの旧式のRAmI形のものからSIG製の大幅に近代化された鋼板溶接組立式台車となり、主電動機出力の増強にもかかわらず全軸距は4500mmから3800ｍｍと大幅に短縮され、円筒案内式軸箱支持、トーションバー式枕ばねと当時の軽量客車や電車と同様の構成に変更となっている。
- 車輪径は動輪が1100mm（新品時）、従輪が付随車と同じ940mmであったほか、軸重は当初動力車の各軸毎に異なっており、動軸4軸が17.0-17.3t、従軸2軸が16.6-16.8tであったが、後に6軸とも17.1tと均等化されている。台車枠は2本の側梁の間の動軸・従軸間に2本の横梁とその間のレール方向に心皿穴付の中梁の配置で、いずれも鋼板を溶接組立てとした中空構造となっており、両台車端に鋼材製の端梁が設置されるもので、側梁と横梁は主電動機冷却風用の風洞を兼ねており、側梁の前後端部は車体側からの蛇腹状の風洞が接続される開口部となっている。また、枕ばねは2箇所の動軸・従軸間に左右1本ずつ計4本配置されている。なお、動台車の車体荷重および牽引力の伝達方法は以下のとおり。
  - 荷重：車体台枠下部に1台車あたり左右2箇所ずつ計4箇所設けられた車体支持点→台車枠下部に配置されたH字形状[15]にの上揺枕→左右2本で1組×前後2組のトーションバー式枕ばね（台車の上下方向の動きを吸収）→スイングハンガー（台車の左右方向の動きを吸収）→台車枠上部に配置されたH字形状[16]の下揺枕→下揺枕下部と台車枠左右に張出した荷重受間の摺板（台車の回転方向の動きを吸収）→台車枠→軸ばね→軸箱→動輪・従輪
  - 牽引力：動輪→軸箱支持装置→台車枠→台車中央の心皿穴に配置されたセンターピン→台車枠下部の上揺枕中央の心皿穴（センターピンは左右方向には弾性支持されている、また、センターピンは下揺枕中央の心皿穴まで配置される）→車体台枠下部の1台車あたり4箇所の車体支持点
- 従台車は同時期に製造されていたRBe4/4形電車（当時の形式、現在のRe540形）のものと類似構造の鋼板溶接組立式台車で、台枠側梁と中梁は鋼板溶接組み立て式で端梁は鋼材製、当時の軽量客車と比較して車体重量があるため、枕ばねはスイス国鉄のEW I系客車などと異なりトーションバーが片側2本ずつの計4本の構成となっている。また、軸ばねはコイルばね、軸箱支持方式は動力車と同じく円筒案内式となっているほか、基礎ブレーキ装置は両抱式の踏面ブレーキでブレーキシリンダは台車枠に装荷し、台車中央レール面上に電磁石を使用した渦電流式レールブレーキを装備している。
- なお、動輪、従輪ともスイス国鉄の電気機関車では1980年代半に製造された機体まで採用されていたスポーク車輪ではなく、プレート車輪となっているのが特徴であり、本形式の後、RBe4/4形の量産機以降のスイス国鉄の電車はプレート車輪が標準となっている。また、軸箱ベアリングは自動調心ころ軸受で、動軸は内径140mmのものを2列、従軸は動台車は内径150mm、付随台車は120mmのものを1列使用しており、動軸のみ軸受周囲に円筒状の防振ゴムを設置している。軸ばねは動軸、従軸ともコイルばねであるが、動軸はコイルばねを内側・外側の2重で使用するため、通常円筒案内式では軸ばねの内側に案内用円筒が配置されるところを軸ばねの上部に案内用円筒を直列に配置しているのが特徴である。
- ブレーキ装置は電気ブレーキとして動力車に主制御装置による発電ブレーキを装備するほか、全車に空気ブレーキ、先頭車および付随車に渦電流式レールブレーキ、両先頭車に手ブレーキ、動軸以外に電磁空気式の駐機ブレーキを装備している。

### 電気機器

RAe TEE^{II}形の主回路ツナギ図

- 走行用の主な電気機器は動力車である105X/3の機械室内および床下・屋根上に搭載し、主制御装置として低圧タップ切換装置および抵抗制御装置を組合わせており、電化方式毎の制御方式および4基の主電動機の接続方式は以下の通り。
  - DC1500V（抵抗制御）：直並列段（2基直列×2群）（→直並列段弱界磁）→並列段（4基並列）→弱界磁段
  - DC3000V（抵抗制御）：直列段（4基直列）（→直列段弱界磁）→直並列段（2基直列×2群）→弱界磁段
  - AC15kV、25kV（抵抗制御+タップ切換制御）：直並列段（2基並列×2群）→タップ切換制御（2基並列×2群）
- 電気ブレーキとしては電化方式にかかわらず主電動機の発生電圧を動力車車体内の主抵抗器で消費する発電ブレーキが装備されており、主電動機を4基直列に接続し、界磁は電動発電機により励磁し、主抵抗器によって15段で制御される。
- 主変圧器は油冷式トランスを動力車の機械室内車体ほぼ中央に搭載しており、連続定格は入力AC15kV 16 2/3Hz時には2592kVA、AC25KV 50Hz時は3375kVA、出力は走行用、列車暖房用、電動発電機駆動用となっており、それぞれに架線電圧AC15kV時用とAC25kV時用のタップが設けられている。主変圧器冷却油は空冷式で主変圧器下部床下にオイルクーラーを搭載している。シリコン整流器はMFO製で、7基のダイオードを直列にしたものを4組並列に接続する構成となっており、2基を搭載してそれぞれに主電動機2基が接続される。主制御装置は抵抗制御器、タップ切換器ともに電磁空気単位接触器式、主抵抗器は車体内抵抗器室に強制風冷式のものが4群構成で搭載されており、それぞれに冷却用の送風機が1基ずつ装備され、車体床板の主抵抗器搭載箇所は冷却気用の大きな開口部となっている。
- 補機類や空調装置は動力車床下後位側に設置された容量200kVAの電動発電機からのAC380および220V 50Hzで駆動されており、電動発電機は2基の電動機と1基の発電機、発電ブレーキ励磁用発電機、冷却ファンが1軸上に配置されており、架線電圧DC1500V区間では電動機2基を並列に、DC3000V区間では2基直列に、AC15KV、AC25kV区間では主変圧器の電動発電機用出力からの出力で電動機2基を並列に接続して発電機を駆動する。なお、長い下り勾配走行時に架線停電した場合でも発電ブレーキや電動空気圧縮機を始めとする運転機器の機能を維持するため、発電ブレーキ時の主電動機の発生電圧で電動発電機を動作させ、補機類の運転を継続することができる。このほか交流用の主開閉器は空気遮断器を屋根上に搭載し、補機類は主電動機送風機、主抵抗器冷却用送風機、主変圧器用のオイルポンプ、蓄電池充電用のコンバーター、蓄電池などを搭載している。
- 電気連結器は自動連結器上部に重連総括制御およびサービス用のものを設置しており、RAe TEEII形同士の重連総括制御に対応しているが、他形式との併結は考慮していない。
- 集電装置は本形式用に新しく開発されたAC25kV耐圧、押上力7-16kg可変、160km/h対応で菱型のBBC製のTyp 355を動力車の各台車上に2基ずつ計4基搭載している。なお、屋根上機器スペースを確保し、集電装置を台車中心になるべく近づけるため、隣接する2基の集電装置の枠組管が重なり合うように配置しており、互いに干渉しないよう枠組管を左右にずらした形状となっている。また、各国国鉄毎に集電装置が分かれているが、4基の集電装置は母線で接続されており、電気回路的には同一となっている。各集電装置の使用路線および仕様は下表を参照。なお、スイス国鉄とドイツ国鉄、オーストリア国鉄の電化方式は同一であるが、スイス国内はトンネル断面を小さくするために車両限界が小さくなっており、舟体幅が狭いものを使用している。

| 路線                        | 電化方式        | 1961-74年    | 1961-74年    | 1961-74年    | 1961-74年    | 1993年以降   | 1993年以降   | 1993年以降   | 1993年以降   |
| 路線                        | 電化方式        | No.4集電装置 | No.3集電装置 | No.2集電装置 | No.1集電装置 | No.4集電装置 | No.3集電装置 | No.2集電装置 | No.1集電装置 |
| --------------------------- | --------------- | ------------ | ------------ | ------------ | ------------ | ------------ | ------------ | ------------ | ------------ |
| スイス国鉄                  | AC15kV 16 2/3Hz | ×            | ○            | ×            | ×            | ×            | ○            | ×            | ×            |
| ドイツ国鉄 オーストリア国鉄 | AC15kV 16 2/3Hz | ○            | ×            | ×            | ×            | ×            | ×            | ×            | ○            |
| フランス国鉄                | AC25kV 50Hz     | ×            | ×            | ○            | ×            | ×            | ○            | ×            | ×            |
| フランス国鉄                | DC1500V         | ×            | ×            | ×            | ○            | (○)          | ×            | ×            | ×            |
| オランダ国鉄                | DC1500V         | ○            | ×            | ×            | ×            | ○            | ×            | ×            | ×            |
| イタリア国鉄                | DC3000V         | ×            | ×            | ○            | ×            | ×            | ×            | ○            | ×            |
| ベルギー国鉄                | DC3000V         | ○            | ×            | ×            | ×            | ○            | ×            | ×            | ×            |
| 舟体幅                      | 舟体幅          | 1950mm       | 1320mm       | 1450mm       | 1950mm       | 1950mm       | 1450mm       | 1450mm       | 1950mm       |
| 舟体数                      | 舟体数          | 2            | 1            | 1            | 2            | 2            | 1            | 1            | 1            |
| 摺板材質                    | 摺板材質        | カーボン     | アルミニウム | 銅・鉄合金   | 銅・鉄合金   | カーボン     | カーボン     | 銅・鉄合金   | カーボン     |
| 押上力(160km/h)             | 押上力(160km/h) | 16kg         | 9kg          | 12kg         | 16kg         |              |              |              |              |
| 押上力(9km/h)               | 押上力(9km/h)   | 9kg          | 7kg          | 8kg          | 9kg          |              |              |              |              |

1. ↑  1974年12月1日にN0.1集電装置をドイツおよびオーストリア国鉄用の1950mm幅カーボン摺板1本に変更、その後1984年7月1日よりフランス国鉄DC1500V用集電装置をNo.4へ変更

### 改造

#### RABe EC形
- 1970-80年代にかけて全1等車のTEEは次第に2等車を組み込んだ他種別の列車に移行していったが、RAe TEEII形についても1987年に発足したユーロシティへ充当することとなり、1988-89年にかけてチューリッヒ工場でユーロシティでの運行に向けた接客設備の変更を中心とする改造を実施し、形式名もRAe TEEII形からRABe EC形に変更となっている。主な改造内容は以下の通り。
  - ユーロシティでは2等車を組み込むこととなったことと、列車内での食事を食堂車での供食から各座席へのシートサービスによる供食に変更するために接客設備の変更を行い、編成の構成も以下の通り変更されている
    - 改造前：1等制御客車 - 1等車 - 食堂車 - 動力車 - 1等車 - 1等制御客車
    - 改造後：2等制御客車 - 2等車 - 2等/バー車 - 動力車 - 1等車 - 1等制御客車

  - 2等車の座席を2+2列の4人掛け、対面式、テーブル組込みのクロスシートの配置に変更
  - 1等車の座席を座席での供食に対応したテーブル組込みのものに変更
  - 客室荷棚の各座席上部に読書灯を設置
  - 客室壁面内装の化粧板を従来の木目調のものから旧食堂車のものと同じ濃赤色のものに、座席モケットを黒、肘掛をグレーのものに変更
  - 食堂/バー車の食堂席の車端側約2/3を2等座席に、バーカウンター側約1/3をサロン席もしくは食堂席に変更した上で、従来食堂席側が動力車側（前位側）であったものをバーカウンター側が動力車側（前位側）となるよう方向転換している。なお、2等室内の照明も食堂車の時と同じ半間接照明のままとなっている。
  - ケータリング中心となり、供食量が増加することなどから動力車の厨房を拡大することとなり、厨房の前位側および後位側側にあった事務室とその後位側にあった乗務員用トイレを厨房として一室としている。また、厨房端部（動力車の前位側車端部左右）に食材搬入用の扉を増設しており、側面の通路側は車端部の窓が1箇所埋められ、厨房側は窓2箇所が移設されている。
  - 走行機器類は一部更新、近代化が行われている。
- 車体塗装もスイス国鉄のUIC-Zタイプのユーロシティ用客車に準じたグレー基調のものに変更されており、車体は屋根を含めてライトグレー、側面および前面の窓周りをダークグレーとしてその上下に白帯が入るものとなっている。標記類としては各車の側面下部中央にスイス国旗と矢印をデザインしたスイス国鉄のマークと「SBB CFF FFS」のロゴが入り、運転室側面下部には「EuroCity」のロゴが入るものとなっている。なお、機体前面のTEEのマークは地色をダークグレーとした上で存置されたほか、先頭部連結器カバーは赤[17]、屋根上機器はグレー、床下機器はダークグレーとなっている。
- 改造されたRABe EC形は1989年夏のダイヤ改正から運用に入っており、グレーの車体塗装と流線型の形態から「GRAUEN MAUS」（ドイツ語で灰色のねずみの意）の呼称で呼ばれることもあった。その後1992年にはピニンファリーナデザインのRe460形電気機関車とともにブルネル賞を受賞している。

#### 集電装置変更
- 運用される中で各国で使用する集電装置の変更が何度か行われ、1974年12月1日にN0.1集電装置をドイツおよびオーストリア国鉄用の1950mm幅カーボン摺板1本に変更している。その後1984年7月1日よりフランス国鉄DC1500V用集電装置をNo.4へ変更（摺板幅および材質に変更なく、1950mm幅カーボン摺板2本）している。
- 1993年にはスイス国鉄用のNo.2集電装置を1450mm幅カーボン摺板1本のものに変更してフランス国鉄AC25kV用集電装置を兼ねることとし、もともとフランス国鉄用であった1950mm幅鉄・銅合金摺板2本のNo.1集電装置を1950mm幅カーボン摺板1本に変更してこれをドイツ国鉄およびオーストリア国鉄用としている。

### 主要諸元/装備一覧
| 項目                   | 形式種別               | 105X/6                                                                                         | 105X/5                                                                                         | 105X/4                                                                                         | 105X/3                                                                                         | 105X/2                                                                                         | 105X/1                                                                                         |
| 項目                   | RAe TEEII形!           | At                                                                                             | A                                                                                              | WR                                                                                             | RDre4/6                                                                                        | A                                                                                              | At                                                                                             |
| 項目                   | RABe EC形              | Bt                                                                                             | B                                                                                              | BR                                                                                             | RDre4/6                                                                                        | A                                                                                              | At                                                                                             |
| ---------------------- | ---------------------- | ---------------------------------------------------------------------------------------------- | ---------------------------------------------------------------------------------------------- | ---------------------------------------------------------------------------------------------- | ---------------------------------------------------------------------------------------------- | ---------------------------------------------------------------------------------------------- | ---------------------------------------------------------------------------------------------- |
| 軌間                   | 軌間                   | 1435mm                                                                                         | 1435mm                                                                                         | 1435mm                                                                                         | 1435mm                                                                                         | 1435mm                                                                                         | 1435mm                                                                                         |
| 電化方式               | 電化方式               | AC15kV 16 2/3Hz、AC25kV 50Hz、DC1500V、DC3000V                                                 | AC15kV 16 2/3Hz、AC25kV 50Hz、DC1500V、DC3000V                                                 | AC15kV 16 2/3Hz、AC25kV 50Hz、DC1500V、DC3000V                                                 | AC15kV 16 2/3Hz、AC25kV 50Hz、DC1500V、DC3000V                                                 | AC15kV 16 2/3Hz、AC25kV 50Hz、DC1500V、DC3000V                                                 | AC15kV 16 2/3Hz、AC25kV 50Hz、DC1500V、DC3000V                                                 |
| 編成長                 | 編成長                 | 149759mm（1967年までは119824mm）                                                               | 149759mm（1967年までは119824mm）                                                               | 149759mm（1967年までは119824mm）                                                               | 149759mm（1967年までは119824mm）                                                               | 149759mm（1967年までは119824mm）                                                               | 149759mm（1967年までは119824mm）                                                               |
| 車体長                 | 車体長                 | 25200mm                                                                                        | 23900mm                                                                                        | 23900mm                                                                                        | 24200mm                                                                                        | 23900mm                                                                                        | 25200mm                                                                                        |
| 車体幅                 | 車体幅                 | 2840mm                                                                                         | 2840mm                                                                                         | 2840mm                                                                                         | 2840mm                                                                                         | 2840mm                                                                                         | 2840mm                                                                                         |
| 最大幅                 | 最大幅                 | 3070mm                                                                                         | 3070mm                                                                                         | 2840mm                                                                                         | 2840mm                                                                                         | 3070mm\|                                                                                       | 3070mm\|                                                                                       |
| 屋根高                 | 屋根高                 | 4000mm                                                                                         | 4000mm                                                                                         | 4000mm                                                                                         | 4000mm                                                                                         | 4000mm                                                                                         | 4000mm                                                                                         |
| 集電装置折畳高         | 集電装置折畳高         |                                                                                                |                                                                                                |                                                                                                | 4240mm                                                                                         |                                                                                                |                                                                                                |
| 床面高                 | 床面高                 | 1150mm                                                                                         | 1150mm                                                                                         | 1150mm                                                                                         | 1280mm                                                                                         | 1150mm                                                                                         | 1150mm                                                                                         |
| 車軸配置               | 車軸配置               | 2'2'                                                                                           | 2'2'                                                                                           | 2'2'                                                                                           | (A1A)(A1A)                                                                                     | 2'2'                                                                                           | 2'2'                                                                                           |
| 軸距                   | 軸距                   | 2700mm                                                                                         | 2700mm                                                                                         | 2700mm                                                                                         | 1900mm×2                                                                                       | 2700mm                                                                                         | 2700mm                                                                                         |
| 台車中心間距離         | 台車中心間距離         | 18300mm                                                                                        | 18300mm                                                                                        | 18300mm                                                                                        | 17000mm                                                                                        | 18300mm                                                                                        | 18300mm                                                                                        |
| 車輪径                 | 車輪径                 | 動輪1110mm、従輪940ｍｍ                                                                        | 動輪1110mm、従輪940ｍｍ                                                                        | 動輪1110mm、従輪940ｍｍ                                                                        | 動輪1110mm、従輪940ｍｍ                                                                        | 動輪1110mm、従輪940ｍｍ                                                                        | 動輪1110mm、従輪940ｍｍ                                                                        |
| 自重                   | RAe TEEII形            | 編成：296t（1967年までは259t）                                                                 | 編成：296t（1967年までは259t）                                                                 | 編成：296t（1967年までは259t）                                                                 | 編成：296t（1967年までは259t）                                                                 | 編成：296t（1967年までは259t）                                                                 | 編成：296t（1967年までは259t）                                                                 |
| 自重                   | RAe TEEII形            | 40t                                                                                            | 37t                                                                                            | 40t                                                                                            | 102t                                                                                           | 37t                                                                                            | 40t                                                                                            |
| 自重                   | RABe EC形              | 編成：309t                                                                                     | 編成：309t                                                                                     | 編成：309t                                                                                     | 編成：309t                                                                                     | 編成：309t                                                                                     | 編成：309t                                                                                     |
| 自重                   | RABe EC形              | 42t                                                                                            | 39t                                                                                            | 44t                                                                                            | 103t                                                                                           | 39t                                                                                            | 42t                                                                                            |
| 粘着重量               | 粘着重量               | 68t                                                                                            | 68t                                                                                            | 68t                                                                                            | 68t                                                                                            | 68t                                                                                            | 68t                                                                                            |
| 定員                   | RAe TEEII形            | 編成：1等168名（1967年までは126名）、（レストラン48名＋バー6名）                               | 編成：1等168名（1967年までは126名）、（レストラン48名＋バー6名）                               | 編成：1等168名（1967年までは126名）、（レストラン48名＋バー6名）                               | 編成：1等168名（1967年までは126名）、（レストラン48名＋バー6名）                               | 編成：1等168名（1967年までは126名）、（レストラン48名＋バー6名）                               | 編成：1等168名（1967年までは126名）、（レストラン48名＋バー6名）                               |
| 定員                   | RAe TEEII形            | 1等42名                                                                                        | 1等42名                                                                                        | レストラン48名 バー6名                                                                         | 0名                                                                                            | 1等42名                                                                                        | 1等42名                                                                                        |
| 定員                   | RABe EC形              | 編成：1等84名、2等147名、（バー12名）                                                          | 編成：1等84名、2等147名、（バー12名）                                                          | 編成：1等84名、2等147名、（バー12名）                                                          | 編成：1等84名、2等147名、（バー12名）                                                          | 編成：1等84名、2等147名、（バー12名）                                                          | 編成：1等84名、2等147名、（バー12名）                                                          |
| 定員                   | RABe EC形              | 2等54名                                                                                        | 2等54名                                                                                        | 2等39名 バー12名                                                                               | 0名                                                                                            | 1等42名                                                                                        | 1等42名                                                                                        |
| 主制御装置             | 主制御装置             | AC15kVもしくはAC25kV区間：低圧タップ切換+抵抗制御組合式 DC1500VもしくはDC3000V区間：抵抗制御式 | AC15kVもしくはAC25kV区間：低圧タップ切換+抵抗制御組合式 DC1500VもしくはDC3000V区間：抵抗制御式 | AC15kVもしくはAC25kV区間：低圧タップ切換+抵抗制御組合式 DC1500VもしくはDC3000V区間：抵抗制御式 | AC15kVもしくはAC25kV区間：低圧タップ切換+抵抗制御組合式 DC1500VもしくはDC3000V区間：抵抗制御式 | AC15kVもしくはAC25kV区間：低圧タップ切換+抵抗制御組合式 DC1500VもしくはDC3000V区間：抵抗制御式 | AC15kVもしくはAC25kV区間：低圧タップ切換+抵抗制御組合式 DC1500VもしくはDC3000V区間：抵抗制御式 |
| 主電動機               | 主電動機               | Typ HFW710直流直巻整流子電動機×4台 端子電圧1500V、1時間定格出力568kW、連続定格出力512kW        | Typ HFW710直流直巻整流子電動機×4台 端子電圧1500V、1時間定格出力568kW、連続定格出力512kW        | Typ HFW710直流直巻整流子電動機×4台 端子電圧1500V、1時間定格出力568kW、連続定格出力512kW        | Typ HFW710直流直巻整流子電動機×4台 端子電圧1500V、1時間定格出力568kW、連続定格出力512kW        | Typ HFW710直流直巻整流子電動機×4台 端子電圧1500V、1時間定格出力568kW、連続定格出力512kW        | Typ HFW710直流直巻整流子電動機×4台 端子電圧1500V、1時間定格出力568kW、連続定格出力512kW        |
| 駆動装置               | 駆動装置               | クイル式駆動方式、減速比：2.34                                                                 | クイル式駆動方式、減速比：2.34                                                                 | クイル式駆動方式、減速比：2.34                                                                 | クイル式駆動方式、減速比：2.34                                                                 | クイル式駆動方式、減速比：2.34                                                                 | クイル式駆動方式、減速比：2.34                                                                 |
| AC15kV                 | 定格出力               | 2376kW（1時間定格、於88km/h）、2148kW（連続定格、於93km/h）                                    | 2376kW（1時間定格、於88km/h）、2148kW（連続定格、於93km/h）                                    | 2376kW（1時間定格、於88km/h）、2148kW（連続定格、於93km/h）                                    | 2376kW（1時間定格、於88km/h）、2148kW（連続定格、於93km/h）                                    | 2376kW（1時間定格、於88km/h）、2148kW（連続定格、於93km/h）                                    | 2376kW（1時間定格、於88km/h）、2148kW（連続定格、於93km/h）                                    |
| AC15kV                 | 定格牽引力             | 173kN（最大、90km/hまで一定）、95kN（1時間定格、於88km/h）、82kN（連続定格、於93km/h）         | 173kN（最大、90km/hまで一定）、95kN（1時間定格、於88km/h）、82kN（連続定格、於93km/h）         | 173kN（最大、90km/hまで一定）、95kN（1時間定格、於88km/h）、82kN（連続定格、於93km/h）         | 173kN（最大、90km/hまで一定）、95kN（1時間定格、於88km/h）、82kN（連続定格、於93km/h）         | 173kN（最大、90km/hまで一定）、95kN（1時間定格、於88km/h）、82kN（連続定格、於93km/h）         | 173kN（最大、90km/hまで一定）、95kN（1時間定格、於88km/h）、82kN（連続定格、於93km/h）         |
| AC25kV                 | 定格出力               | 2272kW（1時間定格、於85km/h）、2048kW（連続定格、於90km/h）                                    | 2272kW（1時間定格、於85km/h）、2048kW（連続定格、於90km/h）                                    | 2272kW（1時間定格、於85km/h）、2048kW（連続定格、於90km/h）                                    | 2272kW（1時間定格、於85km/h）、2048kW（連続定格、於90km/h）                                    | 2272kW（1時間定格、於85km/h）、2048kW（連続定格、於90km/h）                                    | 2272kW（1時間定格、於85km/h）、2048kW（連続定格、於90km/h）                                    |
| AC25kV                 | 定格牽引力             | 188kN（最大、85km/hまで一定）、94kN（1時間定格、於85km/h）、80kN（連続定格、於90km/h）         | 188kN（最大、85km/hまで一定）、94kN（1時間定格、於85km/h）、80kN（連続定格、於90km/h）         | 188kN（最大、85km/hまで一定）、94kN（1時間定格、於85km/h）、80kN（連続定格、於90km/h）         | 188kN（最大、85km/hまで一定）、94kN（1時間定格、於85km/h）、80kN（連続定格、於90km/h）         | 188kN（最大、85km/hまで一定）、94kN（1時間定格、於85km/h）、80kN（連続定格、於90km/h）         | 188kN（最大、85km/hまで一定）、94kN（1時間定格、於85km/h）、80kN（連続定格、於90km/h）         |
| DC1500V DC3000V        | 定格出力               | 2272kW（1時間定格、於85km/h）、2048kW（連続定格、於90km/h）                                    | 2272kW（1時間定格、於85km/h）、2048kW（連続定格、於90km/h）                                    | 2272kW（1時間定格、於85km/h）、2048kW（連続定格、於90km/h）                                    | 2272kW（1時間定格、於85km/h）、2048kW（連続定格、於90km/h）                                    | 2272kW（1時間定格、於85km/h）、2048kW（連続定格、於90km/h）                                    | 2272kW（1時間定格、於85km/h）、2048kW（連続定格、於90km/h）                                    |
| DC1500V DC3000V        | 定格牽引力             | 188kN（最大、70km/hまで一定）、94kN（1時間定格、於85km/h）、80kN（連続定格、於90km/h）         | 188kN（最大、70km/hまで一定）、94kN（1時間定格、於85km/h）、80kN（連続定格、於90km/h）         | 188kN（最大、70km/hまで一定）、94kN（1時間定格、於85km/h）、80kN（連続定格、於90km/h）         | 188kN（最大、70km/hまで一定）、94kN（1時間定格、於85km/h）、80kN（連続定格、於90km/h）         | 188kN（最大、70km/hまで一定）、94kN（1時間定格、於85km/h）、80kN（連続定格、於90km/h）         | 188kN（最大、70km/hまで一定）、94kN（1時間定格、於85km/h）、80kN（連続定格、於90km/h）         |
| 連続定格発電ブレーキ力 | 連続定格発電ブレーキ力 | 74kN                                                                                           | 74kN                                                                                           | 74kN                                                                                           | 74kN                                                                                           | 74kN                                                                                           | 74kN                                                                                           |
| 最高速度               | 最高速度               | 160km/h                                                                                        | 160km/h                                                                                        | 160km/h                                                                                        | 160km/h                                                                                        | 160km/h                                                                                        | 160km/h                                                                                        |
| 最高速度時牽引力       | 最高速度時牽引力       | 40kN                                                                                           | 40kN                                                                                           | 40kN                                                                                           | 40kN                                                                                           | 40kN                                                                                           | 40kN                                                                                           |
| ブレーキ装置           | ブレーキ装置           | 空気ブレーキ、手ブレーキ、発電ブレーキ、渦電流レールブレーキ                                   | 空気ブレーキ、手ブレーキ、発電ブレーキ、渦電流レールブレーキ                                   | 空気ブレーキ、手ブレーキ、発電ブレーキ、渦電流レールブレーキ                                   | 空気ブレーキ、手ブレーキ、発電ブレーキ、渦電流レールブレーキ                                   | 空気ブレーキ、手ブレーキ、発電ブレーキ、渦電流レールブレーキ                                   | 空気ブレーキ、手ブレーキ、発電ブレーキ、渦電流レールブレーキ                                   |
| 装備一覧               | 運転室                 | ○                                                                                              | ×                                                                                              | ×                                                                                              | ×                                                                                              | ×                                                                                              | ○                                                                                              |
| 装備一覧               | 乗務員事務室           | ×                                                                                              | ×                                                                                              | ×                                                                                              | ○                                                                                              | ×                                                                                              | ×                                                                                              |
| 装備一覧               | 厨房                   | ×                                                                                              | ×                                                                                              | ×                                                                                              | ○                                                                                              | ×                                                                                              | ×                                                                                              |
| 装備一覧               | 業務室                 | ×                                                                                              | ×                                                                                              | ×                                                                                              | ○                                                                                              | ×                                                                                              | ×                                                                                              |
| 装備一覧               | 乗降扉                 | ○                                                                                              | ○                                                                                              | ×                                                                                              | ×                                                                                              | ○                                                                                              | ○                                                                                              |
| 装備一覧               | 主制御装置             | ×                                                                                              | ×                                                                                              | ×                                                                                              | ○                                                                                              | ×                                                                                              | ×                                                                                              |
| 装備一覧               | 主電動機               | ×                                                                                              | ×                                                                                              | ×                                                                                              | ○                                                                                              | ×                                                                                              | ×                                                                                              |
| 装備一覧               | 集電装置               | ×                                                                                              | ×                                                                                              | ×                                                                                              | ○                                                                                              | ×                                                                                              | ×                                                                                              |
| 装備一覧               | 補助電源装置           | ×                                                                                              | ×                                                                                              | ×                                                                                              | ○                                                                                              | ×                                                                                              | ×                                                                                              |
| RAe TEEII形 装備一覧   | 1等室                  | ○                                                                                              | ○                                                                                              | ×                                                                                              | ×                                                                                              | ○                                                                                              | ○                                                                                              |
| RAe TEEII形 装備一覧   | レストラン             | ×                                                                                              | ×                                                                                              | ○                                                                                              | ×                                                                                              | ×                                                                                              | ×                                                                                              |
| RAe TEEII形 装備一覧   | バー                   | ×                                                                                              | ×                                                                                              | ○                                                                                              | ×                                                                                              | ×                                                                                              | ×                                                                                              |
| RAe TEEII形 装備一覧   | 手荷物置場             | ○                                                                                              | ○                                                                                              | ×                                                                                              | ×                                                                                              | ○                                                                                              | ○                                                                                              |
| RAe TEEII形 装備一覧   | トイレ                 | ○                                                                                              | ○                                                                                              | ×                                                                                              | (○)                                                                                            | ○                                                                                              | ○                                                                                              |
| RAe EC形 装備一覧      | 1等室                  | ×                                                                                              | ×                                                                                              | ×                                                                                              | ×                                                                                              | ○                                                                                              | ○                                                                                              |
| RAe EC形 装備一覧      | 2等室                  | ○                                                                                              | ○                                                                                              | ○                                                                                              | ×                                                                                              | ×                                                                                              | ×                                                                                              |
| RAe EC形 装備一覧      | バー                   | ×                                                                                              | ×                                                                                              | ○                                                                                              | ×                                                                                              | ×                                                                                              | ×                                                                                              |
| RAe EC形 装備一覧      | 手荷物置場             | ○                                                                                              | ○                                                                                              | ×                                                                                              | ×                                                                                              | ○                                                                                              | ○                                                                                              |
| RAe EC形 装備一覧      | トイレ                 | ○                                                                                              | ○                                                                                              | ×                                                                                              | ×                                                                                              | ○                                                                                              | ○                                                                                              |

1. ↑  1967年の6両編成化までは105X/5
2. ↑  1967年の6両編成化までは105X/4
3. ↑  1967年の6両編成化までは105X/3
4. ↑  1967年の6両編成化までは105X/2
5. ↑  1967年の6両編成化以降
6. ↑  連結面間長：車両間525mm、先頭417mm×2
7. ↑  新品時、タイヤ1/2時1070mm
8. ↑  レストラン16名とした機体もある
9. ↑  いずれも動輪周上出力、このほか1時間定格電流400kW、回転数986rpm、トルク5.49kNm、連続定格電流360A、回転数1045rpm、トルク4.67kNm、最大端子電圧2000V、電流650A、回転数1860rpm、トルク11.08kNm
10. ↑  乗務員専用

## 運行

### TEE

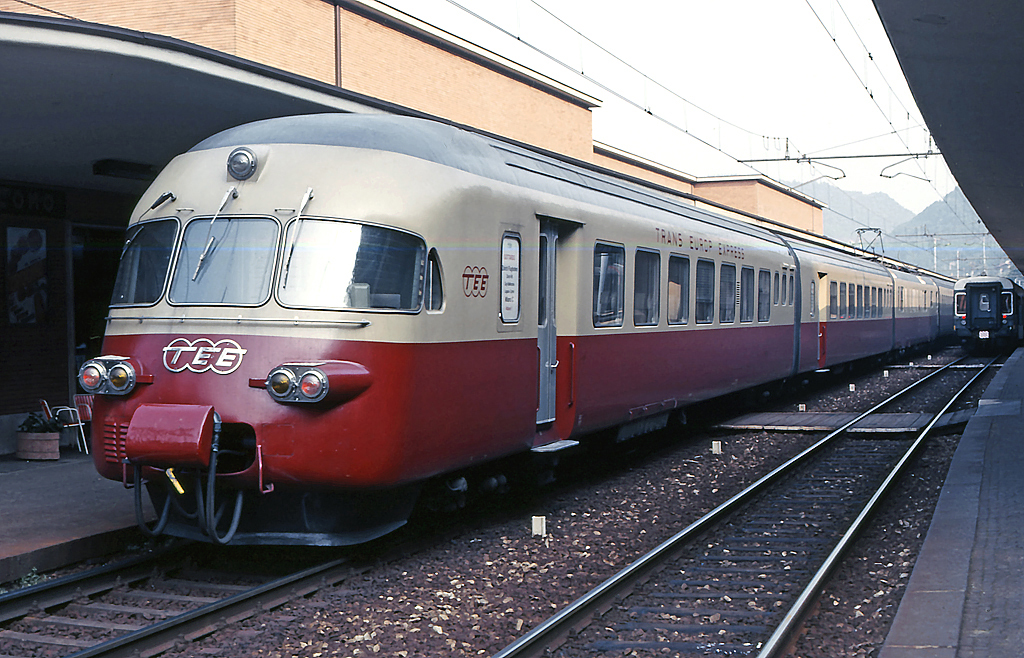
TEE「ゴッタルド」として運行されるRAe TEE^{II} 1053号機、1988年、コモ S. ジョバンニ駅

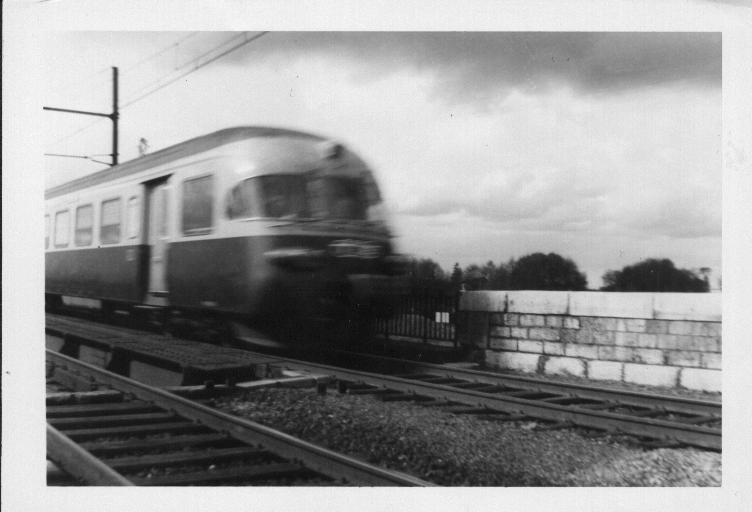
TEE「シザルパン」として運行されるRAe TEE^{II}形、1964-65年頃

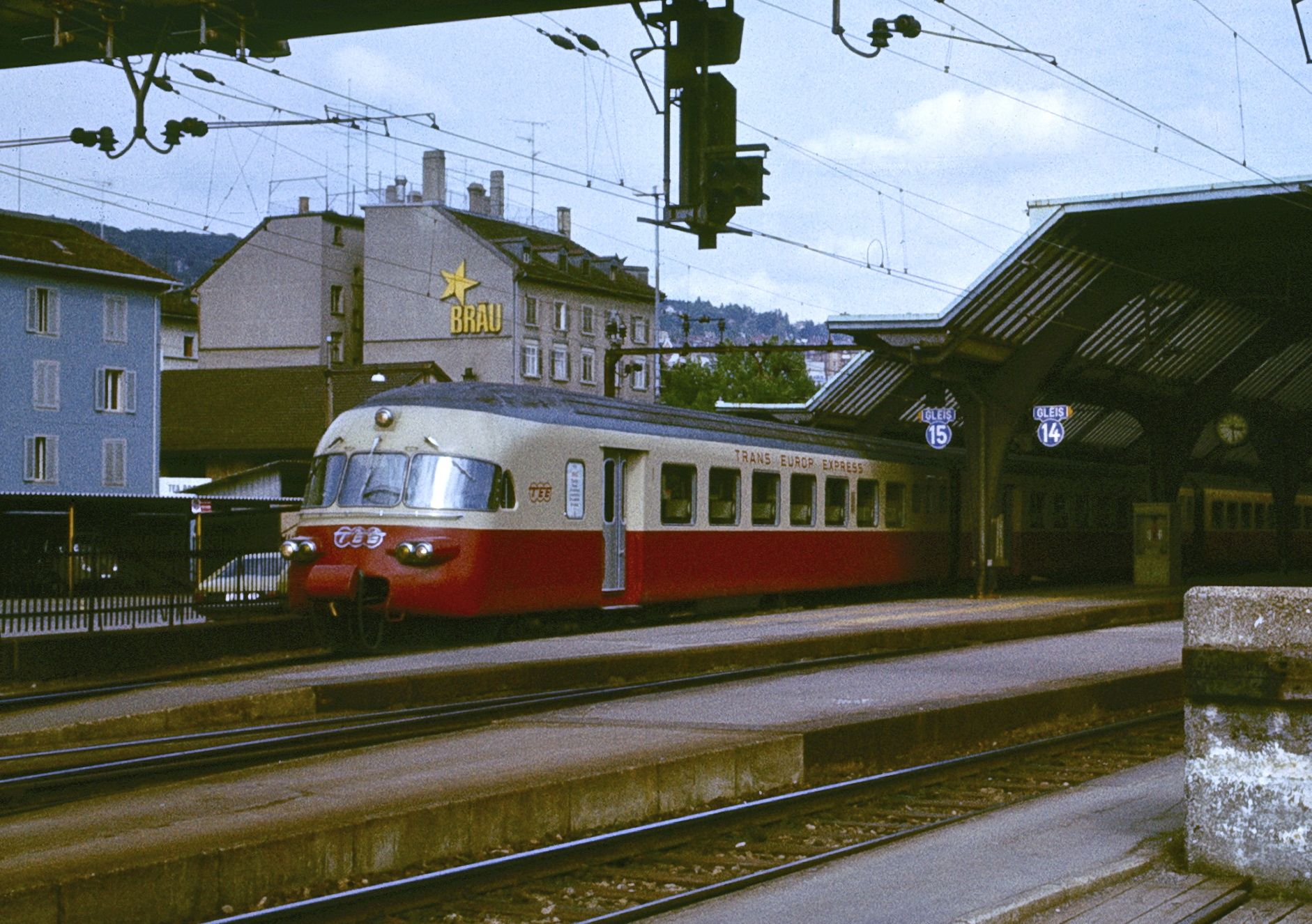
TEE「イリス」として運行中のRAe TEE^{II}形、チューリッヒ中央駅、1979年

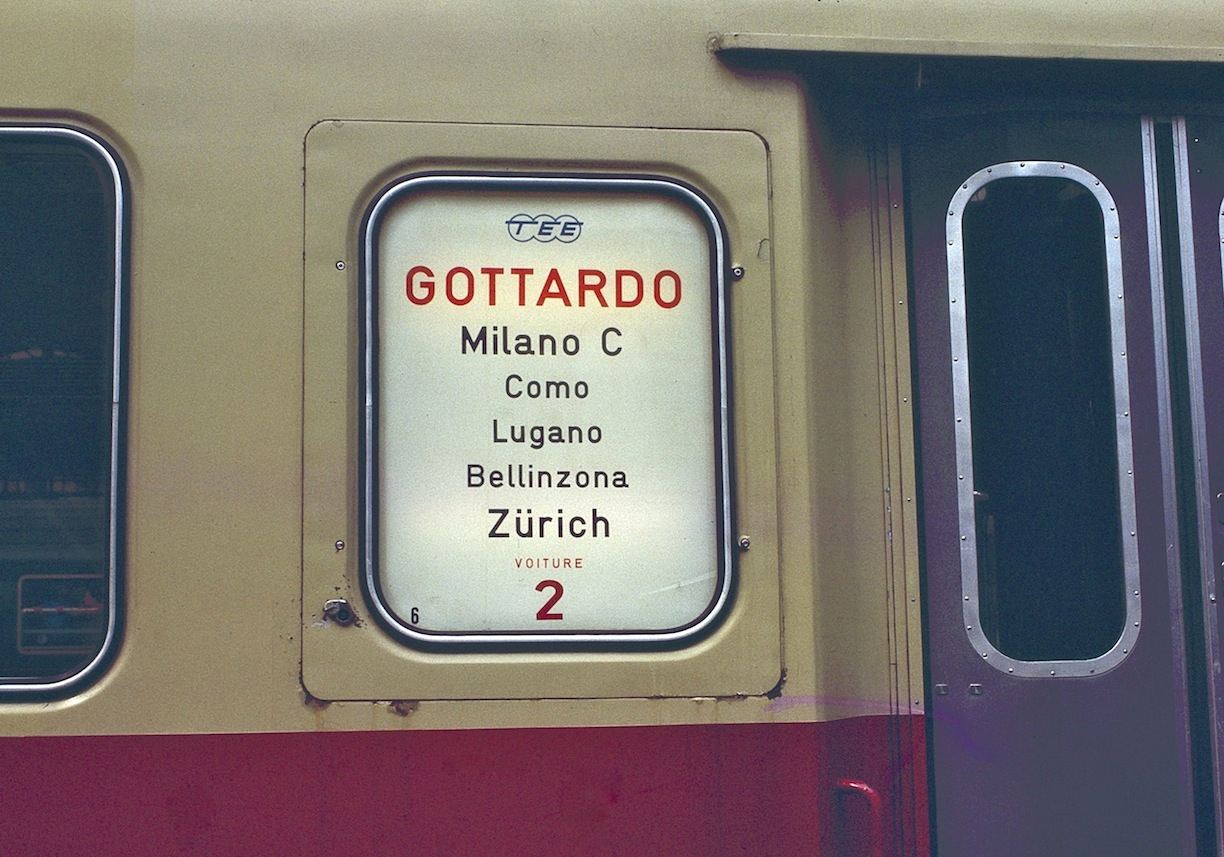
TEE「ゴッタルド」の行先表示、1983年

- RAe TEEII形は1961年の落成以降各地で試運転が実施されて性能試験等を行い、4月20日には報道向け試運転も実施している。なお、試運転当初の7月15日までの期間は編成両前頭部のTEEマークを設置していなかった。各国での試運転の最初の年月日は以下の通りであった。
  - スイス国鉄：1961年4月12日
  - フランス国鉄（DC1500V区間）：1961年4月24日
  - フランス国鉄（AC25kV区間）：1961年4月28日
  - イタリア国鉄（DC3000V区間）：1961年5月10日
- RAe TEEII形は1961年7月1日よりチューリッヒ - ミラノ間のゴッタルドおよびティチーノと、パリ - ローザンヌ - ミラノ間のシザルパンとして運行を開始しているが、1054号機が営業に入る9月までは予備車なしでの運行であった。なお、1962年から1965年までの間はゴッタルドルートにおけるTEEの予備編成として、チューリッヒにゴッタルドの予備としてRe4/4I形電気機関車（当時の形式、現在のRe410形）と1等客車4両、食堂車1両の編成が、キアッソにティチーノの予備としてRe4/4I形もしくはAe6/6形電気機関車（同、Ae610形）と1等客車4両、食堂車1両編成が用意されていた。
- その後、1974年のTEE列車の改編によりとしてゴッタルド、イリス、エーデルヴァイスでの運行となったが、TEE創立当初の気動車による運行や、RAe TEEII形のような多電源方式の電車による運行は、車両の構造が複雑な上に固定編成で旅客の増減への対応が難しいために普及せず、1963年以降各国で電気機関車が牽引する客車列車によるTEEの運行が開始され、スイス国鉄でもその後のヘルヴェティア、ローラント、レマノ、シザルパン、ラインゴルト、バヴァリアといったTEE列車はRe4/4I形、Re4/4II形（現在のRe420形）をTEE塗装とした機体を始めとする電気機関車が牽引している。さらに、1970年代後半から80年代前半にかけて、全1等車で1日数往復のTEEは、次第に2等車を連結し、西ドイツなどではパターンダイヤを採り入れたインターシティなどの他列車に置き換えられており、その流れの中でRAe TEEII形についても1981年5月31日以降のTEE列車としての運行はゴッタルドのみとなり、余剰の機体は臨時・団体列車などでの運行で使用されていた。
- 1981年には西ドイツで成功していた、403形電車によるルフトハンザ・エアポート・エクスプレスを参考にスイス航空[18]がチューリッヒ空港からバーゼルSBB間のチャーター列車を運行していたが、1983年には廃止となっている。
- その後1984年1月22日のTGVのローザンヌ乗入に伴い、TGVからベルンへの接続列車として運行されることとなり、2往復が設定されているが、この列車では食堂車の105X/4と105X/5、105X/6号車は2等車として運行されているが、TEEのゴッタルドを運行しつつRAe TEEII形からRABe EC形への改造車を確保するため、1987年に一旦客車列車に置換えられている。
- なお、RAe TEEII形の各鉄道における最高運転速度は以下の通りであった。
  - スイス国鉄 - 125km/h（1962年5月以降グランジュ - シエルおよびフィスプ - ブリーク - シンプロントンネル内は140km/h）
  - イタリア国鉄 - 140km/h（後に160km/h）
  - フランス国鉄 - 160km/h（1961年10月10日までは140km/h）

各列車の概説は以下の通り。

#### ゴッタルド/ティチーノ
- 1961年のRAe TEEII形の運行開始時にチューリッヒ - ミラノ間に設定された2往復のスイス・イタリア間のTEE列車がゴッタルドとティチーノで、ゴッタルドルートによるアルプス越えのゴッタルド鉄道トンネルとその前後に26パーミル区間が連続する区間を走行する列車であった。なお、ゴッタルドルートでの運転最高速度は食堂車や厨房におけるガラス瓶や什器類の破損を防ぐため通常の80km/hから75km/hへ抑えられていた。1961年7月1日ダイヤでのゴッタルドおよびティチーノの運行区間と停車駅は以下の通り。
  - チューリッヒ中央 - （ゴッタルドトンネル） - ルガーノ - （スイス/イタリア国境） - コモ・サン・ジョヴァンニ - ミラノ中央
- その後RAe TEEII形によるTEE列車も、1981年のイリスの客車列車置換え後はゴッタルドのみとなり、多くのTEEが廃止や別種別列車に置き換えられている中で1987年5月31日のユーロシティ創設後はゴッタルドが唯一の国際TEE列車[19]として残っていた。

#### シザルパン
- ゴッタルドやティチーノと並んで1961年のRAe TEEII形の運行開始時にパリ - ローザンヌ - ミラノ間に設定された1往復のフランス・スイス・イタリア間のTEE列車がシザルパンであり、1961年7月1日ダイヤでの運行区間と停車駅は以下の通り。
  - パリ・リヨン - ディジョン・ヴィル - （フランス/スイス国境） - ローザンヌ - ブリーク - （シンプロントンネル、スイス/イタリア国境） - ドモドッソラ - ミラノ中央
- シザルパンは1965年冬以降多客時にパリ - ヴァロルブ間はTEEと別列車による続行運転、ヴァロルブ - ローザンヌ間は重連による10両編成で運行されていたが、1967年に1055号機が増備された後の1968年以降はパリ - ローザンヌ間は重連運転が基本となり、列車によってはパリ - ブリークもしくはミラノ間まで重連で運転されて輸送力の増強を図っていた。しかしながら、RAe TEEII形では多客時の対応が難しいことから1974年5月26日から同列車は電気機関車とフランス国鉄（一部スイス国鉄）のミストラル69形[20]客車による運行に変更となっている。

#### エーデルヴァイス/イリス
- 1974年5月にRAe TEEII形の運用列車の見直しがなされ、シザルパンの客車列車置換えとティチーノの運転を運転取りやめ、代わりにブリュッセル - ルクセンブルク - チューリッヒ間に1往復のイリスが新設され、従来RAm TEEI形とDE-IV形で運行されていたアムステルダム - ブリュッセル - チューリッヒ間1往復のエーデルヴァイスをRAe TEEII形に置き換え、同時に運行区間がイリスと同一のものに変更となったベルギー・ルクセンブルク・フランス・スイス間のTEE列車となっている。1974年5月26日ダイヤでの運行区間と停車駅は以下の通り。
  - ブリュッセル南 - ブリュッセル北 - ブリュッセル・カルティエ・レオポルド[21] - アルロン - （ベルギー/ルクセンブルク国境） - ルクセンブルク - （ルクセンブルク/フランス国境） - ティオンヴィル - メス・ヴィル - ストラスブール - コルマール（イリスのみ） - ミュールーズ・ヴィル - （フランス/スイス国境） - バーゼルSBB - チューリッヒ中央
- なお、1974年までの間もRAe TEEII形はRAm TEEI形とDE-IV形によるエーデルヴァイスの予備機となっており、実際に何度かアムステルダムまでの運用に使用されている。
- エーデルヴァイスは1979年に客車による2等車を含む急行列車に変更となり、イリスは1981年に客車列車によるインターシティに変更され、RAe TEEII形による運行を終了している。

| 列車種別   | 列車番号                  | 列車名               | 運行区間                       | 運行開始      | 運行終了      |
| ---------- | ------------------------- | -------------------- | ------------------------------ | ------------- | ------------- |
| TEE        | ZM2/MZ3 82/87 58/59       | ゴッタルド           | チューリッヒ - ミラノ          | 1961年7月1日  | 1988年9月24日 |
| TEE        | ZM4/MZ1 86/83 87/88 57/56 | ティチーノ           | チューリッヒ - ミラノ          | 1961年7月1日  | 1974年5月25日 |
| TEE        | 50/39 36/35 113/114 22/23 | シザルパン           | ミラノ - パリ                  | 1961年7月1日  | 1974年5月25日 |
| TEE        | 30/31                     | （エーデルヴァイス） | チューリッヒ - アムステルダム  | 1962年        | 1974年        |
| TEE        | 90/93                     | エーデルヴァイス     | チューリッヒ - ブリュッセル    | 1974年5月26日 | 1979年5月26日 |
| TEE        | 91/92                     | イリス               | チューリッヒ - ブリュッセル    | 1974年5月26日 | 1981年5月30日 |
| スイス航空 | SR 990/991                |                      | チューリッヒ空港 - バーゼルSBB | 1981年6月15日 | 1983年3月13日 |
|            | D 422/427                 | シャンゼリゼ         | ベルン - フラーヌ              | 1984年1月22日 | 1987年5月30日 |
| D 421/426  | ルテチア/シザルパン       | ベルン - フラーヌ    | 1984年1月22日                  | 1987年5月30日 |               |

1. ↑  スイス国内列車番号、イタリア国内では695/696
2. ↑  1963年5月26日以降
3. ↑  1974年5月26日以降
4. ↑  GOTTARDO
5. ↑  運行区間詳細は次の通り、1965年5月30日-69年5月31日：バーゼルSBB発着、1969年6月1日-82年5月25日：バーゼルSBB発、1974年5月26日-79年9月29日：夏季はジェノバ発着、1987年5月31日-88年9月24日：チューリッヒ空港発着
6. ↑  スイス国内列車番号、イタリア国内では697/694
7. ↑  1963年5月26日以降、イタリア国内では697/694
8. ↑  1967年5月28日以降
9. ↑  1971年5月23日以降
10. ↑  TICINO
11. ↑  スイス国内列車番号、フランス国内では9/10、イタリア国内では793/792
12. ↑  スイス国内列車番号、1963年5月26日以降
13. ↑  1965年以降
14. ↑  1971年5月23日以降
15. ↑  CISALPIN
16. ↑  EDELWEISS
17. ↑  RAe TEE I形の予備運用
18. ↑  IRIS
19. ↑  CHAMPS-ELYSEES
20. ↑  LUTETIA

| 列車種別 | 列車名           | 運営会社 | 運営開始 | 運営終了 |
| -------- | ---------------- | -------- | -------- | -------- |
| TEE      | ゴッタルド       | SSG      | 1961年   | 1964年   |
| TEE      | ゴッタルド       | CIWL     | 1964年   | 1969年   |
| TEE      | ゴッタルド       | SSG      | 1969年   | 1988年   |
| TEE      | ティチーノ       | SSG      | 1961年   | 1964年   |
| TEE      | ティチーノ       | CIWL     | 1964年   | 1969年   |
| TEE      | ティチーノ       | SSG      | 1969年   | 1974年   |
| TEE      | シザルパン       | CIWL     | 1961年   | 1974年   |
| TEE      | エーデルヴァイス | SSG      | 1962年   | 1979年   |
| TEE      | イリス           | SSG      | 1974年   | 1981年   |

1. ↑  Schweizerische Speisewagen-Gesellschaft、スイス食堂車会社
2. ↑  Compagnie internationale des wagons-lits、国際寝台車会社、1967年以降はCompagnie internationale des wagons-lits et du tourisme（CIWLT）、国際寝台車・ツーリズム会社となる

| 日程  | 列車番号             | 列車名               | 運行区間                                         | 走行距離 |
| ----- | -------------------- | -------------------- | ------------------------------------------------ | -------- |
| 1日目 | ZM2                  | ゴッタルド           | チューリッヒ中央（8:45） - ミラノ中央（12:45）   | 1115km   |
| 1日目 | 39                   | シザルパン           | ミラノ中央（14:55） - ローザンヌ - パリ（22:55） | 1115km   |
| 2日目 | 50                   | シザルパン           | パリ（13:15） - ミラノ中央（21:15）              | 822km    |
| 3日目 | MZ1                  | ティチーノ           | ミラノ中央（8:20） - チューリッヒ中央（12:20）   | 879km    |
| 3日目 | ZM4                  | ティチーノ           | チューリッヒ中央（12:40） - ミラノ中央（16:40）  | 879km    |
| 3日目 | MZ3                  | ゴッタルド           | ミラノ中央（17:05） - チューリッヒ中央（21:05）  | 879km    |
| 4日目 | 予備（チューリッヒ） | 予備（チューリッヒ） | 予備（チューリッヒ）                             | 0km      |

| 日程  | 列車番号             | 列車名               | 運行区間                                        | 走行距離        |
| ----- | -------------------- | -------------------- | ----------------------------------------------- | --------------- |
| 1日目 | 90                   | エーデルヴァイス     | チューリッヒ（07:05） - ブリュッセル（14:04）   | 1362km          |
| 1日目 | 93                   | エーデルヴァイス     | ブリュッセル（16:13） - チューリッヒ（23:11）   | 1362km          |
| 2日目 | 92                   | イリス               | チューリッヒ（15:37） - ブリュッセル（22:34）   | 681km           |
| 3日目 | 91                   | イリス               | ブリュッセル（07:01） - チューリッヒ（13:45）   | 681km           |
| 4日目 |                      | 回送                 | チューリッヒ - バーゼル                         | 762km（1076km） |
| 4日目 | 59                   | ゴッタルド           | バーゼル - チューリッヒ - ミラノ（ - ジェノバ） | 762km（1076km） |
| 4日目 | 58                   | ゴッタルド           | （ジェノバ -）ミラノ - チューリッヒ             | 762km（1076km） |
| 5日目 | 予備（チューリッヒ） | 予備（チューリッヒ） | 予備（チューリッヒ）                            | 0km             |

| 日程           | 列車名                           | 運行区間              | 走行距離 |
| -------------- | -------------------------------- | --------------------- | -------- |
| 1日目（その1） | ゴッタルド                       | チューリッヒ - ミラノ | 584km    |
| 1日目（その1） | ゴッタルド                       | ミラノ - チューリッヒ | 584km    |
| 1日目（その2） | シャンゼリゼ ルテチア シザルパン | ベルン - フラーヌ     | 681km    |
| 1日目（その2） | シャンゼリゼ ルテチア シザルパン | フラーヌ - ベルン     | 681km    |
| 1日目（その2） | シャンゼリゼ ルテチア シザルパン | ベルン - フラーヌ     | 681km    |
| 1日目（その2） | シャンゼリゼ ルテチア シザルパン | フラーヌ - ベルン     | 681km    |

運行経路図
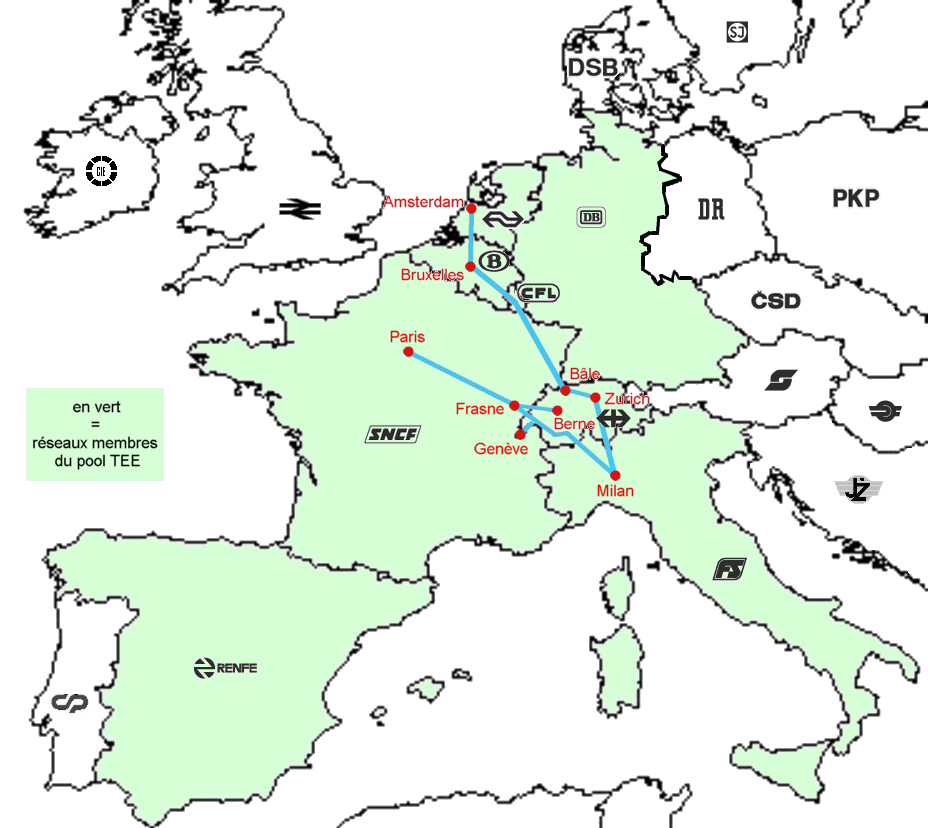
RAe TEEII形およびRABe EC形の運行範囲
1961年夏ダイヤにおけるゴッタルドの運行経路
1974年夏ダイヤにおけるゴッタルドの運行経路
1961年夏ダイヤにおけるシザルパンの運行経路
1974年夏ダイヤにおけるエーデルヴァイスの運行経路
シザルパンの運行経路および電化方式詳細

### ユーロシティ

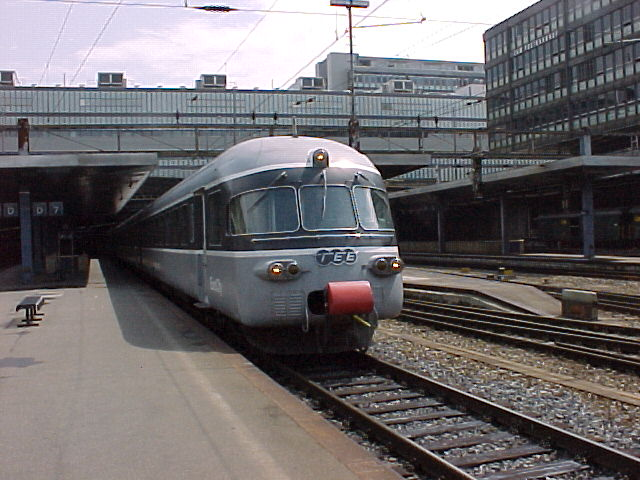
RABe TEE^{II}形に改造後、ユーロシティとして運行中、1990年代初めころ、ベルン駅

- ヨーロッパにおけるTEE列車は1970-80年代には次第に2等車を組み込んだ通常の列車や国際インターシティと呼ばれる国際列車に置き換えが進んでいたが、1987年5月31日にはヨーロッパの新しい国際列車としてユーロシティが創設された。ユーロシティはTEEとは異なり、2等車も組み込んだ列車となっており、運行当初の1987年には以前TEEであったイリスやシザルパン[22]などの列車を含め64往復が創設されており、スイス発着・経由する客車列車としても昼行34.5往復、夜行[23]2往復のユーロシティが設定されていた。
- 1987年当時RAe TEEII形はTEEのゴッタルド1往復とベルン - TGV連絡列車2往復で運行されていたが、スイス国鉄ではこれをRABe EC形に改造し、まず1988年9月25日にゴッタルドをTEEからユーロシティに変更をしている。その後、1989年10月18日の全5編成の改造の終了を受けて、1989年5月28日のダイヤ改正時にスイス - イタリア間の国際列車として、チューリッヒからゴッタルドルート経由のマンゾーニ、ローザンヌ、およびジュネーブからシンプロンルート経由のシザルパン、ルテチア、レマノの計3往復が新たに設定されたり、客車列車から置き換えられたりしてRABe EC形での運行となっている。
- その後1992年5月にはシザルパンの片道とルテチアが客車列車に置換えられたほか、1993年にはRABe EC形の運用が大きく見直されてシンプロンルート経由のシザルパンおよびレマノが客車列車に置換えられ、新たにチューリッヒ - シュトゥットガルト間のスイス・ドイツ国際列車のユトリベルクおよびキレスベルクが設定されるとともに、かつてRAe TEEII形も使用されていたベルン - TGV連絡インターシティのうち2往復が客車列車からRABe EC形での運行となっている。しかし、1993年7月22日にゴッタルドで運行されていた1054号機の1054/1号車が車軸折損による脱線事故を起こし、調査の結果、老朽化により各所の亀裂の進行が速まっていることが判明したため、1994年8月7日のダイヤ改正でRABe EC形の運行が縮小されることとなった。
- 1994年8月7日のダイヤ改正によってRABe EC形はユーロシティの運行から外れ、インターシティのベルン - TGV連絡列車と団体・臨時列車での運行で使用されるのみとなり、1999年11月28日のダイヤ改正で全ての運用から外れている。

| 列車種別       | 列車番号  | 列車名       | 運行区間                                                   | 運行開始      | 運行終了       |
| -------------- | --------- | ------------ | ---------------------------------------------------------- | ------------- | -------------- |
| ユーロシティ   | EC57/58   | ゴッタルド   | チューリッヒ - ミラノ - チューリッヒ                       | 1988年9月25日 | 1994年8月7日   |
| ユーロシティ   | EC50/51   | マンゾーニ   | チューリッヒ - ミラノ - チューリッヒ                       | 1989年5月28日 | 1993年5月22日  |
| ユーロシティ   | EC36      | シザルパン   | ミラノ - ローザンヌ                                        | 1989年5月28日 | 1993年5月22日  |
| ユーロシティ   | EC33      | シザルパン   | ジュネーブ - ミラノ                                        | 1989年5月28日 | 1992年5月30日  |
| ユーロシティ   | EC34      | ルテチア     | ミラノ - ジュネーブ                                        | 1989年5月28日 | 1992年5月30日  |
| ユーロシティ   | EC35      | レマノ       | ローザンヌ - ミラノ                                        | 1989年5月28日 | 1993年5月22日  |
| ユーロシティ   | EC158/159 | ユトリベルグ | チューリッヒ - シュトゥットガルト - チューリッヒ空港       | 1993年5月23日 | 1994年8月7日   |
| ユーロシティ   | EC154/155 | キレスベルク | シュトゥットガルト - チューリッヒ空港 - シュトゥットガルト | 1993年5月23日 | 1994年8月7日   |
| インターシティ | IC426/427 |              | ベルン - フラーヌ - ベルン                                 | 1993年5月23日 | 1999年11月27日 |
| インターシティ | IC420/423 |              | ベルン - フラーヌ - ベルン                                 | 1993年5月23日 | 1997年9月27日  |
| インターシティ | IC422/421 |              | ベルン - フラーヌ - ベルン                                 | 1997年9月28日 | 1999年11月27日 |

1. ↑  1989年5月28日-91年6月1日の間はヴィンタートゥール発
2. ↑  MANZONI
3. ↑  1989年5月28日-91年6月1日の間はヴィンタートゥール着
4. ↑  LEMANO
5. ↑  UETLIBERG
6. ↑  KILLESBERG
7. ↑  1997年9月27日まではカーツァース経由、以降はビール/ビエンヌ経由
8. ↑  カーツァース経由
9. ↑  ビール/ビエンヌ経由

| 日程  | 列車番号 | 列車名     | 運行区間                                                          | 走行距離 |
| ----- | -------- | ---------- | ----------------------------------------------------------------- | -------- |
| 1日目 | EC51     | マンゾーニ | チューリッヒ中央 - ミラノ                                         | 932km    |
| 1日目 | EC36     | シザルパン | ミラノ - ローザンヌ                                               | 932km    |
| 1日目 | EC35     | レマノ     | ローザンヌ - ミラノ                                               | 932km    |
| 2日目 | EC34     | ルテチア   | ミラノ - ジュネーブ                                               | 760km    |
| 2日目 | EC33     | シザルパン | ジュネーブ - ミラノ                                               | 760km    |
| 3日目 | EC50     | マンゾーニ | ミラノ - チューリッヒ中央 - チューリッヒ空港 - ヴィンタートゥール | 938km    |
| 3日目 | EC57     | ゴッタルド | ヴィンタートゥール - チューリッヒ空港 - チューリッヒ中央 - ミラノ | 938km    |
| 3日目 | EC58     | ゴッタルド | ミラノ - チューリッヒ中央                                         | 938km    |

| 日程  | 列車番号 | 列車名         | 運行区間                                                              | 走行距離 |
| ----- | -------- | -------------- | --------------------------------------------------------------------- | -------- |
| 1日目 | EC158    | ユトリベルグ   | チューリッヒ中央 - シュトゥットガルト                                 | 502km    |
| 1日目 | EC159    | ユトリベルグ   | シュトゥットガルト - チューリッヒ博物館通り - チューリッヒ空港        | 502km    |
| 2日目 | 1848     |                | チューリッヒ中央 - ベルン                                             | 570km    |
| 2日目 | IC420    | インターシティ | ベルン - フラーヌ                                                     | 570km    |
| 2日目 | IC423    | インターシティ | フラーヌ - ベルン                                                     | 570km    |
| 2日目 | IC426    | インターシティ | ベルン - フラーヌ                                                     | 570km    |
| 2日目 | IC427    | インターシティ | フラーヌ - ベルン                                                     | 570km    |
| 3日目 | 1849     |                | ベルン - チューリッヒ中央                                             | 938km    |
| 3日目 | 25731    |                | チューリッヒ - エフレーティコン                                       | 938km    |
| 3日目 | 25738    |                | エフレーティコン - チューリッヒ空港                                   | 938km    |
| 3日目 | EC154    | キレスベルク   | チューリッヒ空港 - チューリッヒ博物館通り - シュトゥットガルト        | 938km    |
| 4日目 | EC155    | キレスベルク   | シュトゥットガルト - チューリッヒ博物館通り                           | 914km    |
| 4日目 | EC57     | ゴッタルド     | チューリッヒ博物館通り - チューリッヒ空港 - チューリッヒ中央 - ミラノ | 914km    |
| 4日目 | EC58     | ゴッタルド     | ミラノ - チューリッヒ中央                                             | 914km    |

### 廃車・動態保存

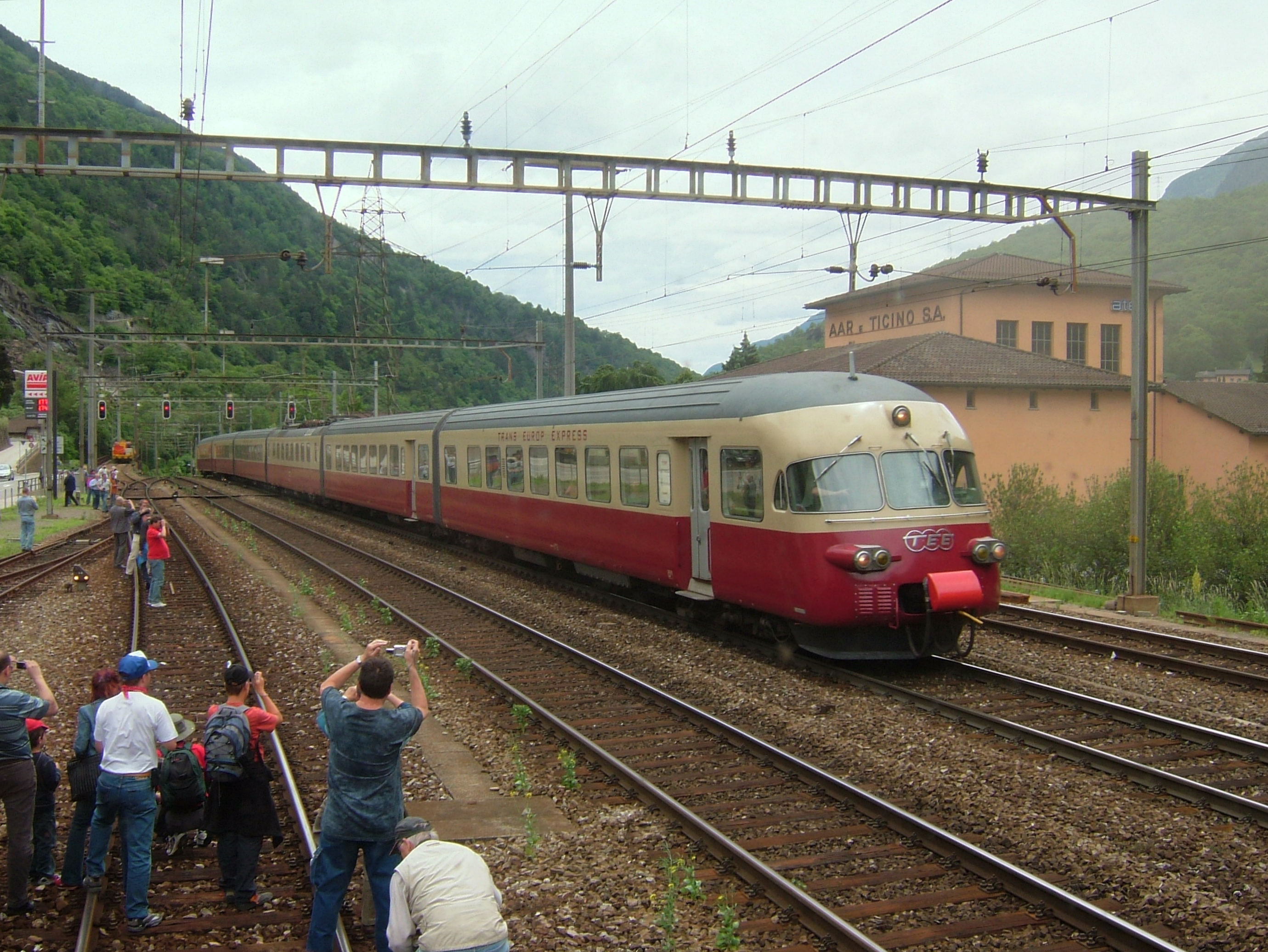
動態保存されてファントレインとして運行されるRAe TEE^{II} 1053号機、ゴッタルド峠南側のラヴォルゴ、2007年

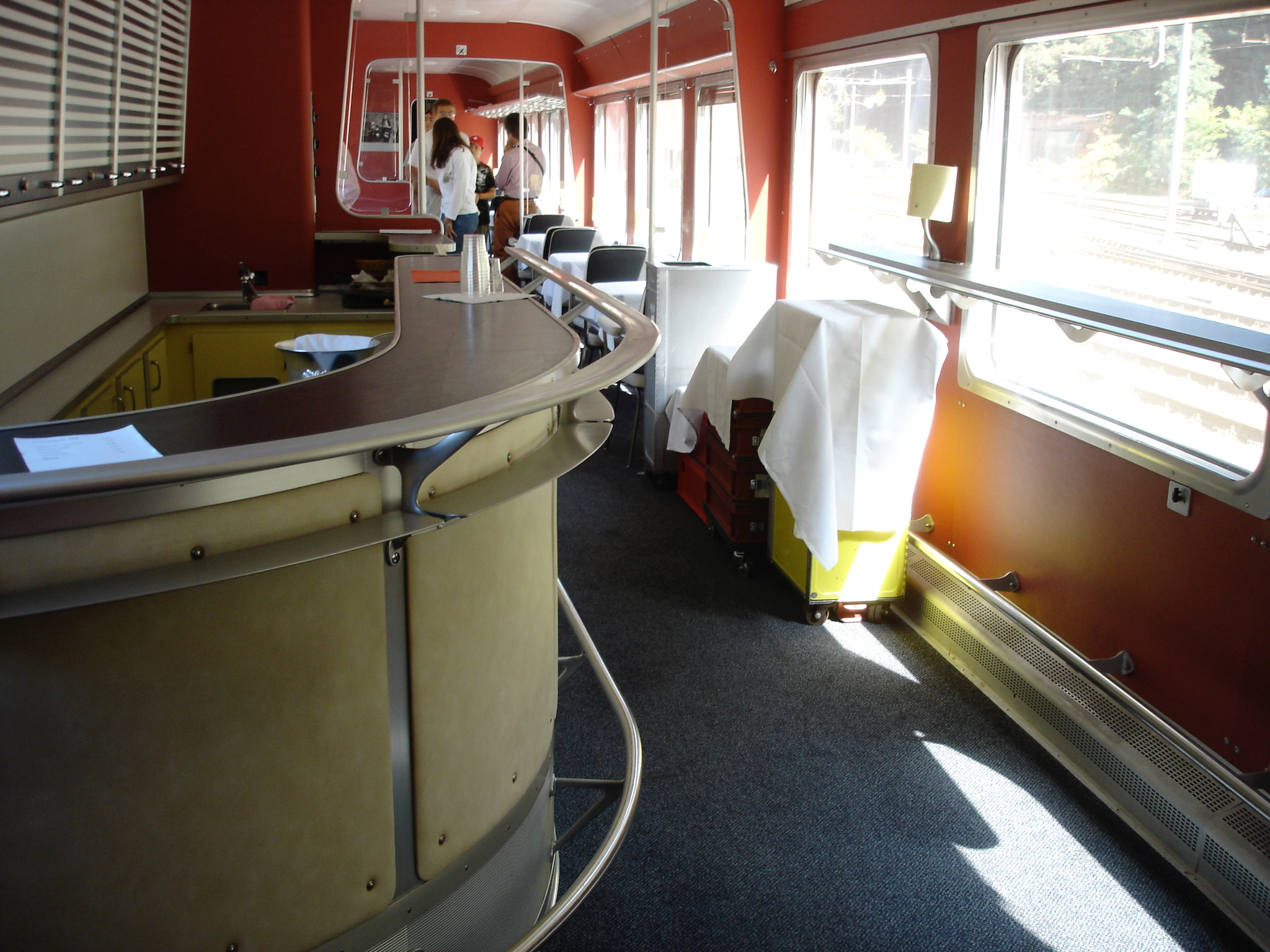
動態保存されるRAe TEE^{II} 1053号機の食堂車室内、2007年

- RABe EC形は最終的にはベルン - TGV連絡列車2往復と臨時・団体列車用として運行されていたが、1999年には全ての運用を外れて廃車となっている。各車の廃車年月日および通算走行距離は以下の通り。
  - 1051 - 1999年12月31日 - 676万km
  - 1052 - 1995年2月28日 - 637万km（1052/3（旧1053/3）は630万km）
  - 1053 - SBB Historic（動態保存） - 647万km（1053/3（旧1055/3）は458万km、動態保存までの分）
  - 1054 - 1995年2月28日 - 643万km
  - 1055 - 1999年12月31日 - 467万km（1055/3（旧1052/3）は663万km）
    - 5編成トータル走行距離 - 3070万km

- 用途廃止となった1997年以降エルストフェルトに留置されていた1053号機は2002年にスイス国鉄の歴史的車両に指定され、2002年5月にはスイス最大級の私鉄で、BLSレッチュベルク鉄道（現在のBLS AG）[24]のインターラーケン・オスト駅に回送され、その後7月にはベーニゲン工場[25]に搬入されて復元工事が行われることとなったほか、部品確保用として2002年12月に1055号機が同じくビール/ビエンヌからBLSレッチュベルク鉄道のインターラーケン・オストに回送され、その後シュピーツ構内に移されている。
- 復元改造の内容は、各所や機器の補修の実施のほか主なものは以下の通りであり、1等車の室内や手荷物置場はRABe EC形ベースのもの、同じくRABe EC形仕様とする際に改造された動力車の1053/3の車内や増設された搬入扉等もそのままであり、完全には元のRAe TEEII形の状態に戻されていない。
  - 車体塗装を赤とクリーム色のTEE塗装に変更
  - RABe EC形でも1等車であった1053/1、1053/2号車の室内はほぼそのままとしている
  - 1053/3号機は厨房機器を新しいものに更新
  - 食堂車から2等/バー車に改造されていた1053/4号車は内装を食堂車に復元し、RABe EC形に改造した際に方向転換していたものを再度方向転換して元の向きに復帰、なお、バーカウンター部の天井はRAe TEEII形の時の青ではなく白となっている
  - 1053/5号車は2等座席を撤去してテーブルと座席を配置し、車内中央に電子ピアノを設置してラウンジに改造
  - 1053/6号車は2等座席を1055号機から座席を流用して1等車に改造
- 復元改造の終了した1053号機は2003年6月12日にロールアウトしており、バーゼルに配置されてスイス国内を中心とした各種企画列車や団体旅客列車として運行されているが、部品供給用としてシュピーツ構内に留置されていた1055号機は2003年7月に解体業者に引渡されている。
- 復元後はAC15kV 16.7Hz区間でのみ運行されていたが、その他の電気方式でも走行できるようシュタッドラー・レール[26]にて復元が進められ、2012年5月4日に一旦フランス国鉄のDC1500V区間での試運転が実施され、その後2014年4月14日にフランス国鉄のAC25ｋV区間、 4月15日に同じくフランス国鉄のDC1500V区間、 4月17日にはイタリア国鉄のDC3000V区間のそれぞれでの確認試運転を実施し、その後は設計通りの4種の電源区間での走行が可能となっている。また、欧州共通の信号システムであるETCSを搭載計する計画が進められている。